# Elezioni amministrative in Italia del 2022
Le elezioni amministrative in Italia del 2022 si sono tenute il 12 giugno, in concomitanza ai referendum abrogativi, con gli eventuali turni di ballottaggio il 26 giugno. Il 15 maggio si è votato in 4 comuni della Valle d'Aosta, mentre sono state rinviate le elezioni del 29 maggio nel comune di Lona-Lases nel Trentino-Alto Adige per la mancata presentazione di liste di candidati.
Le elezioni amministrative si sono svolte in 975 comuni appartenenti alle regioni a statuto ordinario più Friuli Venezia Giulia, Sardegna e Sicilia, di cui 26 comuni capoluogo, 4 di regione e 22 di provincia. La maggior parte delle elezioni in questi comuni si sono svolte l'ultima volta durante le elezioni amministrative del 2017.

## Riepilogo sindaci eletti
Coalizione di centro-sinistra
     Coalizione di centro-destra
     Sud chiama Nord
     Liste civiche
     Commissario prefettizio
| Regione               | Comune      | Sindaco uscente | Sindaco uscente                          | Sindaco eletto | Sindaco eletto             | Primo turno | Primo turno | Secondo turno | Secondo turno | Seggi   |
| Regione               | Comune      | Sindaco uscente | Sindaco uscente                          | Sindaco eletto | Sindaco eletto             | Voti        | %           | Voti          | %             | Seggi   |
| --------------------- | ----------- | --------------- | ---------------------------------------- | -------------- | -------------------------- | ----------- | ----------- | ------------- | ------------- | ------- |
| Piemonte              | Alessandria |                 | Gianfranco Cuttica di Revigliasco (Lega) |                | Giorgio Abonante (PD)      | 13.805      | 42,04       | 14.590        | 54,41         | 20 / 32 |
| Piemonte              | Asti        |                 | Maurizio Rasero (FI)                     |                | Maurizio Rasero (FI)       | 16.709      | 55,65       | —             | —             | 20 / 32 |
| Piemonte              | Cuneo       |                 | Federico Borgna (Ind.)                   |                | Patrizia Manassero (PD)    | 11.319      | 46,95       | 10.467        | 63,31         | 20 / 32 |
| Lombardia             | Como        |                 | Mario Landriscina (Ind.)                 |                | Alessandro Rapinese (Ind.) | 8.443       | 27,32       | 14.067        | 55,36         | 20 / 32 |
| Lombardia             | Lodi        |                 | Sara Casanova (Lega)                     |                | Andrea Furegato (PD)       | 11.246      | 59,03       | —             | —             | 20 / 32 |
| Lombardia             | Monza       |                 | Dario Allevi (FI)                        |                | Paolo Pilotto (PD)         | 17.767      | 40,08       | 18.307        | 51,21         | 20 / 32 |
| Veneto                | Belluno     |                 | Jacopo Massaro (Ind.)                    |                | Oscar De Pellegrin (Ind.)  | 7.780       | 50,73       | —             | —             | 20 / 32 |
| Veneto                | Padova      |                 | Sergio Giordani (Ind.)                   |                | Sergio Giordani (Ind.)     | 47.777      | 58,44       | —             | —             | 21 / 32 |
| Veneto                | Verona      |                 | Federico Sboarina (FdI)                  |                | Damiano Tommasi (Ind.)     | 43.106      | 39,80       | 50.118        | 53,40         | 22 / 36 |
| Friuli-Venezia Giulia | Gorizia     |                 | Rodolfo Ziberna (FI)                     |                | Rodolfo Ziberna (FI)       | 6.330       | 42,56       | 6.372         | 52,23         | 24 / 40 |
| Liguria               | Genova      |                 | Marco Bucci (Ind.)                       |                | Marco Bucci (Ind.)         | 112.457     | 55,49       | —             | —             | 24 / 40 |
| Liguria               | La Spezia   |                 | Pierluigi Peracchini (C!)                |                | Pierluigi Peracchini (C!)  | 19.379      | 53,58       | —             | —             | 20 / 32 |
| Emilia-Romagna        | Parma       |                 | Federico Pizzarotti (IiC)                |                | Michele Guerra (Ind.)      | 32.567      | 44,18       | 37.319        | 66,19         | 20 / 32 |
| Emilia-Romagna        | Piacenza    |                 | Patrizia Barbieri (Ind.)                 |                | Katia Tarasconi (PD)       | 15.828      | 39,93       | 16.935        | 53,46         | 20 / 32 |
| Toscana               | Lucca       |                 | Alessandro Tambellini (PD)               |                | Mario Pardini (Ind.)       | 12.278      | 34,45       | 16.920        | 51,03         | 20 / 32 |
| Toscana               | Pistoia     |                 | Alessandro Tomasi (FdI)                  |                | Alessandro Tomasi (FdI)    | 20.192      | 51,49       | —             | —             | 20 / 32 |
| Lazio                 | Frosinone   |                 | Nicola Ottaviani (Lega)                  |                | Riccardo Mastrangeli (FI)  | 11.856      | 49,26       | 10.794        | 55,32         | 20 / 32 |
| Lazio                 | Rieti       |                 | Antonio Cicchetti (FI)                   |                | Daniele Sinibaldi (FdI)    | 12.785      | 52,17       | —             | —             | 20 / 32 |
| Lazio                 | Viterbo     |                 | Antonella Scolamiero                     |                | Chiara Frontini (Ind.)     | 10.454      | 32,82       | 16.160        | 64,92         | 20 / 32 |
| Abruzzo               | L'Aquila    |                 | Pierluigi Biondi (FdI)                   |                | Pierluigi Biondi (FdI)     | 20.463      | 54,39       | —             | —             | 20 / 32 |
| Puglia                | Barletta    |                 | Francesco Alecci                         |                | Cosimo Cannito (Ind.)      | 20.276      | 42,27       | 22.427        | 65,03         | 20 / 32 |
| Puglia                | Taranto     |                 | Vincenzo Cardellicchio                   |                | Rinaldo Melucci (PD)       | 49.807      | 60,63       | —             | —             | 20 / 32 |
| Calabria              | Catanzaro   |                 | Sergio Abramo (CI)                       |                | Nicola Fiorita (Ind.)      | 14.966      | 31,71       | 17.823        | 58,24         | 10 / 32 |
| Sicilia               | Messina     |                 | Leonardo Santoro                         |                | Federico Basile (SV)       | 44.937      | 45,56       | —             | —             | 20 / 32 |
| Sicilia               | Palermo     |                 | Leoluca Orlando (PD)                     |                | Roberto Lagalla (UdC)      | 98.448      | 47,63       | —             | —             | 24 / 40 |
| Sardegna              | Oristano    |                 | Andrea Lutzu (FdI)                       |                | Massimiliano Sanna (RS)    | 7.987       | 54,22       | —             | —             | 15 / 24 |

## Elezioni comunali

### Piemonte

#### Alessandria
| Candidati                                          | Candidati                         | II turno             | II turno            | I turno | I turno | Liste                    | Voti   | %     | Seggi |
| Candidati                                          | Candidati                         | Voti                 | %                   | Voti    | %       | Liste                    | Voti   | %     | Seggi |
| -------------------------------------------------- | --------------------------------- | -------------------- | ------------------- | ------- | ------- | ------------------------ | ------ | ----- | ----- |
|                                                    | Giorgio Abonante ✔️ Sindaco       | 14 590               | 54,41               | 13 805  | 42,04   | Partito Democratico      | 6 387  | 20,29 | 10    |
| Lista Abonante per Alessandria                     | Giorgio Abonante ✔️ Sindaco       | 14 590               | 54,41               | 13 805  | 42,04   | 2 496                    | 7,93   | 4     |       |
| Moderati                                           | Giorgio Abonante ✔️ Sindaco       | 14 590               | 54,41               | 13 805  | 42,04   | 1 425                    | 4,53   | 2     |       |
| Alessandria Civica                                 | Giorgio Abonante ✔️ Sindaco       | 14 590               | 54,41               | 13 805  | 42,04   | 1 364                    | 4,33   | 2     |       |
| Movimento 5 Stelle                                 | Giorgio Abonante ✔️ Sindaco       | 14 590               | 54,41               | 13 805  | 42,04   | 1 244                    | 3,95   | 2     |       |
| Europa Verde                                       | Giorgio Abonante ✔️ Sindaco       | 14 590               | 54,41               | 13 805  | 42,04   | 266                      | 0,84   | –     |       |
|                                                    | Gianfranco Cuttica di Revigliasco | 12 225               | 45,59               | 13 214  | 40,24   | Fratelli d'Italia        | 4 675  | 14,85 | 3     |
| Lega                                               | Gianfranco Cuttica di Revigliasco | 12 225               | 45,59               | 13 214  | 40,24   | 3 322                    | 10,55  | 2     |       |
| Forza Italia                                       | Gianfranco Cuttica di Revigliasco | 12 225               | 45,59               | 13 214  | 40,24   | 2 602                    | 8,26   | 2     |       |
| Movimento Civico per Cuttica                       | Gianfranco Cuttica di Revigliasco | 12 225               | 45,59               | 13 214  | 40,24   | 1 358                    | 4,31   | 1     |       |
| Unione di Centro – Rinascita – Democrazia Liberale | Gianfranco Cuttica di Revigliasco | 12 225               | 45,59               | 13 214  | 40,24   | 832                      | 2,64   | –     |       |
| Per la Nostra Alessandria                          | Gianfranco Cuttica di Revigliasco | 12 225               | 45,59               | 13 214  | 40,24   | 174                      | 0,55   | –     |       |
| Seggio di coalizione                               | Seggio di coalizione              | Seggio di coalizione | 45,59               | 13 214  | 40,24   | 1                        |        |       |       |
|                                                    | Giovanni Barosini                 | Giovanni Barosini    | Giovanni Barosini   | 4 806   | 14,64   | SiAmo Alessandria        | 1 825  | 5,80  | 1     |
| Azione – +Europa                                   | Giovanni Barosini                 | Giovanni Barosini    | Giovanni Barosini   | 4 806   | 14,64   | 1 786                    | 5,67   | 1     |       |
| Alessandria Viva                                   | Giovanni Barosini                 | Giovanni Barosini    | Giovanni Barosini   | 4 806   | 14,64   | 422                      | 1,34   | –     |       |
| Alessandria Pulita                                 | Giovanni Barosini                 | Giovanni Barosini    | Giovanni Barosini   | 4 806   | 14,64   | 364                      | 1,16   | –     |       |
| Seggio di coalizione                               | Seggio di coalizione              | Seggio di coalizione | Giovanni Barosini   | 4 806   | 14,64   | 1                        |        |       |       |
|                                                    | Vincenzo Costantino               | Vincenzo Costantino  | Vincenzo Costantino | 856     | 2,61    | Italexit                 | 807    | 2,56  | –     |
|                                                    | Angelo Mandelli                   | Angelo Mandelli      | Angelo Mandelli     | 153     | 0,47    | Il Popolo della Famiglia | 135    | 0,43  | –     |
| Totale                                             | Totale                            | 26 815               | 100                 | 32 834  | 100     |                          | 31 484 | 100   | 30    |
|                                                    |                                   |                      |                     |         |         |                          |        |       |       |
| Fonte: Ministero dell'interno                      |                                   |                      |                     |         |         |                          |        |       |       |

1. ↑  Include candidati di Articolo Uno e Italia Viva
2. ↑  Include anche candidati di Democrazia Cristiana e Verde è Popolare.

#### Asti
|                                                | Maurizio Rasero ✔️ Sindaco | 16 709               | 55,65 | Maurizio Rasero Sindaco  | 7 598  | 26,51 | 10 |  |  |
| Forza Italia – Movimento Civico Asti nel Cuore | Maurizio Rasero ✔️ Sindaco | 16 709               | 55,65 | 2 249                    | 7,85   | 3     |    |  |  |
| Fratelli d'Italia                              | Maurizio Rasero ✔️ Sindaco | 16 709               | 55,65 | 2 201                    | 7,68   | 3     |    |  |  |
| Lega                                           | Maurizio Rasero ✔️ Sindaco | 16 709               | 55,65 | 1 620                    | 5,65   | 2     |    |  |  |
| Giovani Astigiani                              | Maurizio Rasero ✔️ Sindaco | 16 709               | 55,65 | 1 403                    | 4,89   | 2     |    |  |  |
| A.S.T.I.                                       | Maurizio Rasero ✔️ Sindaco | 16 709               | 55,65 | 604                      | 2,11   | –     |    |  |  |
| Asti al Centro – Unione di Centro              | Maurizio Rasero ✔️ Sindaco | 16 709               | 55,65 | 563                      | 1,96   | –     |    |  |  |
|                                                | Paolo Crivelli             | 11 255               | 37,48 | Partito Democratico      | 3 030  | 10,57 | 4  |  |  |
| Asti Oltre                                     | Paolo Crivelli             | 11 255               | 37,48 | 1 980                    | 6,91   | 2     |    |  |  |
| Uniti si può                                   | Paolo Crivelli             | 11 255               | 37,48 | 1 881                    | 6,56   | 2     |    |  |  |
| Europa Verde                                   | Paolo Crivelli             | 11 255               | 37,48 | 996                      | 3,47   | 1     |    |  |  |
| Movimento 5 Stelle                             | Paolo Crivelli             | 11 255               | 37,48 | 969                      | 3,38   | 1     |    |  |  |
| Ambiente Asti                                  | Paolo Crivelli             | 11 255               | 37,48 | 898                      | 3,13   | 1     |    |  |  |
| Cambiamo Asti                                  | Paolo Crivelli             | 11 255               | 37,48 | 753                      | 2,63   | –     |    |  |  |
| Seggio di coalizione                           | Seggio di coalizione       | Seggio di coalizione | 37,48 | 1                        |        |       |    |  |  |
|                                                | Salvatore Puglisi          | 731                  | 2,43  | Adesso Asti              | 677    | 2,36  | –  |  |  |
|                                                | Chiara Chirio              | 609                  | 2,03  | Italexit                 | 584    | 2,04  | –  |  |  |
|                                                | Marco Demaria              | 403                  | 1,34  | Azione – +Europa         | 348    | 1,21  | –  |  |  |
|                                                | Maurizio Tomasini          | 227                  | 0,76  | Ancora Italia            | 219    | 0,76  | –  |  |  |
|                                                | Margherita Ruffino         | 93                   | 0,31  | Il Popolo della Famiglia | 91     | 0,32  | –  |  |  |
| Totale                                         | Totale                     | 30 027               | 100   |                          | 28 664 | 100   | 32 |  |  |
|                                                |                            |                      |       |                          |        |       |    |  |  |
| Fonte: Ministero dell'interno                  |                            |                      |       |                          |        |       |    |  |  |

1. ↑  Include candidati di Articolo Uno e Sinistra Italiana
2. ↑  Lista sostenuta anche da Italia Viva e Volt.

#### Cuneo
| Candidati                       | Candidati                     | II turno                 | II turno                 | I turno | I turno | Liste                   | Voti   | %     | Seggi |
| Candidati                       | Candidati                     | Voti                     | %                        | Voti    | %       | Liste                   | Voti   | %     | Seggi |
| ------------------------------- | ----------------------------- | ------------------------ | ------------------------ | ------- | ------- | ----------------------- | ------ | ----- | ----- |
|                                 | Patrizia Manassero ✔️ Sindaca | 10 467                   | 63,31                    | 11 319  | 46,95   | Partito Democratico     | 4 054  | 17,99 | 7     |
| Centro per Cuneo                | Patrizia Manassero ✔️ Sindaca | 10 467                   | 63,31                    | 11 319  | 46,95   | 3 575                   | 15,86  | 7     |       |
| Crescere Insieme                | Patrizia Manassero ✔️ Sindaca | 10 467                   | 63,31                    | 11 319  | 46,95   | 1 994                   | 8,85   | 3     |       |
| Cuneo Solidale Democratica      | Patrizia Manassero ✔️ Sindaca | 10 467                   | 63,31                    | 11 319  | 46,95   | 1 626                   | 7,22   | 3     |       |
|                                 | Franco Civallero              | 6 067                    | 36,69                    | 4 783   | 19,84   | Fratelli d'Italia       | 1 387  | 6,15  | 2     |
| Lega                            | Franco Civallero              | 6 067                    | 36,69                    | 4 783   | 19,84   | 1 354                   | 6,01   | 1     |       |
| SìAmo Cuneo                     | Franco Civallero              | 6 067                    | 36,69                    | 4 783   | 19,84   | 1 210                   | 5,37   | 1     |       |
| Forza Italia – Unione di Centro | Franco Civallero              | 6 067                    | 36,69                    | 4 783   | 19,84   | 326                     | 1,45   | –     |       |
| Seggio di coalizione            | Seggio di coalizione          | Seggio di coalizione     | 36,69                    | 4 783   | 19,84   | 1                       |        |       |       |
|                                 | Luciana Toselli               | Luciana Toselli          | Luciana Toselli          | 4 007   | 16,62   | Cuneo per i Beni Comuni | 2 000  | 8,87  | 2     |
| Cuneo Mia                       | Luciana Toselli               | Luciana Toselli          | Luciana Toselli          | 4 007   | 16,62   | 907                     | 4,02   | 1     |       |
| Idea Cuneo                      | Luciana Toselli               | Luciana Toselli          | Luciana Toselli          | 4 007   | 16,62   | 389                     | 1,73   | –     |       |
| Seggio di coalizione            | Seggio di coalizione          | Seggio di coalizione     | Luciana Toselli          | 4 007   | 16,62   | 1                       |        |       |       |
|                                 | Giancarlo Boselli             | Giancarlo Boselli        | Giancarlo Boselli        | 1 862   | 7,72    | Indipendenti            | 1 764  | 7,83  | 2     |
|                                 | Giuseppe Lauria               | Giuseppe Lauria          | Giuseppe Lauria          | 1 608   | 6,67    | Cuneo per Cuneo         | 486    | 2,16  | –     |
| Progetto Cuneo                  | Giuseppe Lauria               | Giuseppe Lauria          | Giuseppe Lauria          | 1 608   | 6,67    | 313                     | 1,39   | –     |       |
| Italexit                        | Giuseppe Lauria               | Giuseppe Lauria          | Giuseppe Lauria          | 1 608   | 6,67    | 305                     | 1,35   | –     |       |
| Cuneo per la Costituzione       | Giuseppe Lauria               | Giuseppe Lauria          | Giuseppe Lauria          | 1 608   | 6,67    | 210                     | 0,93   | –     |       |
| Io Apro Rinascimento            | Giuseppe Lauria               | Giuseppe Lauria          | Giuseppe Lauria          | 1 608   | 6,67    | 71                      | 0,32   | –     |       |
| Il Popolo della Famiglia        | Giuseppe Lauria               | Giuseppe Lauria          | Giuseppe Lauria          | 1 608   | 6,67    | 68                      | 0,30   | –     |       |
| Seggio di coalizione            | Seggio di coalizione          | Seggio di coalizione     | Giuseppe Lauria          | 1 608   | 6,67    | 1                       |        |       |       |
|                                 | Silvia Cina                   | Silvia Cina              | Silvia Cina              | 402     | 1,67    | Movimento 5 Stelle      | 390    | 1,73  | –     |
|                                 | Juan Carlos Cid Esposito      | Juan Carlos Cid Esposito | Juan Carlos Cid Esposito | 128     | 0,53    | Movimento 3V            | 107    | 0,47  | –     |
| Totale                          | Totale                        | 16 534                   | 100                      | 24 109  | 100     |                         | 22 536 | 100   | 32    |
|                                 |                               |                          |                          |         |         |                         |        |       |       |
| Fonte: Ministero dell'interno   |                               |                          |                          |         |         |                         |        |       |       |

1. ↑  Include candidati di Radicali Italiani
2. ↑  Include candidati di Azione
3. ↑  Include candidati della Federazione Democristiana.

### Lombardia

#### Como
| Candidati                                                    | Candidati                      | II turno             | II turno          | I turno | I turno | Liste                                 | Voti   | %     | Seggi |
| Candidati                                                    | Candidati                      | Voti                 | %                 | Voti    | %       | Liste                                 | Voti   | %     | Seggi |
| ------------------------------------------------------------ | ------------------------------ | -------------------- | ----------------- | ------- | ------- | ------------------------------------- | ------ | ----- | ----- |
|                                                              | Alessandro Rapinese ✔️ Sindaco | 14 067               | 55,36             | 8 443   | 27,32   | Rapinese Sindaco                      | 7 788  | 26,77 | 20    |
|                                                              | Barbara Minghetti              | 11 345               | 44,64             | 12 173  | 39,40   | Partito Democratico                   | 5 948  | 20,44 | 4     |
| Minghetti - La Svolta Civica                                 | Barbara Minghetti              | 11 345               | 44,64             | 12 173  | 39,40   | 2 931                                 | 10,07  | 2     |       |
| Europa Verde                                                 | Barbara Minghetti              | 11 345               | 44,64             | 12 173  | 39,40   | 941                                   | 3,23   | –     |       |
| Agenda Como 2030                                             | Barbara Minghetti              | 11 345               | 44,64             | 12 173  | 39,40   | 929                                   | 3,19   | –     |       |
| Como in Comune                                               | Barbara Minghetti              | 11 345               | 44,64             | 12 173  | 39,40   | 693                                   | 2,38   | –     |       |
| Seggio di coalizione                                         | Seggio di coalizione           | Seggio di coalizione | 44,64             | 12 173  | 39,40   | 1                                     |        |       |       |
|                                                              | Giordano Molteni               | Giordano Molteni     | Giordano Molteni  | 8 341   | 26,99   | Fratelli d'Italia                     | 3 675  | 12,63 | 2     |
| Forza Italia – Noi con l'Italia – Democrazia e Sussidiarietà | Giordano Molteni               | Giordano Molteni     | Giordano Molteni  | 8 341   | 26,99   | 2 485                                 | 8,54   | 1     |       |
| Lega                                                         | Giordano Molteni               | Giordano Molteni     | Giordano Molteni  | 8 341   | 26,99   | 1 935                                 | 6,65   | 1     |       |
| Seggio di coalizione                                         | Seggio di coalizione           | Seggio di coalizione | Giordano Molteni  | 8 341   | 26,99   | 1                                     |        |       |       |
|                                                              | Adria Bartolich                | Adria Bartolich      | Adria Bartolich   | 1 137   | 3,68    | Il Bene Comune                        | 523    | 1,80  | –     |
| Civitas - Progetto Città                                     | Adria Bartolich                | Adria Bartolich      | Adria Bartolich   | 1 137   | 3,68    | 499                                   | 1,72   | –     |       |
|                                                              | Francesco Matrale              | Francesco Matrale    | Francesco Matrale | 284     | 0,92    | Italexit                              | 270    | 0,93  | –     |
|                                                              | Vincenzo Graziani              | Vincenzo Graziani    | Vincenzo Graziani | 223     | 0,72    | Verde è Popolare                      | 210    | 0,72  | –     |
|                                                              | Fabio Aleotti                  | Fabio Aleotti        | Fabio Aleotti     | 162     | 0,52    | Como in Movimento - Stop inceneritore | 148    | 0,51  | –     |
|                                                              | Roberto Adduci                 | Roberto Adduci       | Roberto Adduci    | 136     | 0,44    | Comitato Assemblee Popolari           | 121    | 0,42  | –     |
| Totale                                                       | Totale                         | 25 412               | 100               | 30 899  | 100     |                                       | 29 096 | 100   | 30    |
|                                                              |                                |                      |                   |         |         |                                       |        |       |       |
| Fonte: Ministero dell'interno                                |                                |                      |                   |         |         |                                       |        |       |       |

1. ↑  Include candidati di Azione, +Europa, Volt e Italia Viva.
2. ↑  Include candidati di Articolo Uno, PSI e Sinistra Italiana.
3. ↑  Include candidati di Noi di Centro.
4. ↑  Include candidati del Movimento 5 Stelle.

#### Lodi
|                                                               | Andrea Furegato ✔️ Sindaco | 11 247               | 59,05 | Partito Democratico        | 4 487  | 24,57 | 10 |  |  |
| Buongiorno Lodi                                               | Andrea Furegato ✔️ Sindaco | 11 247               | 59,05 | 1 812                      | 9,92   | 4     |    |  |  |
| Lodi Civica Milanesi                                          | Andrea Furegato ✔️ Sindaco | 11 247               | 59,05 | 1 013                      | 5,55   | 2     |    |  |  |
| Lodi Comune Solidale                                          | Andrea Furegato ✔️ Sindaco | 11 247               | 59,05 | 891                        | 4,88   | 1     |    |  |  |
| 110 & Lodi – Europa Verde – Sinistra Italiana                 | Andrea Furegato ✔️ Sindaco | 11 247               | 59,05 | 881                        | 4,82   | 1     |    |  |  |
| Lodi al Centro - Cittadini per i Cittadini                    | Andrea Furegato ✔️ Sindaco | 11 247               | 59,05 | 846                        | 4,63   | 1     |    |  |  |
| Per Lodi Oggi Domani Insieme                                  | Andrea Furegato ✔️ Sindaco | 11 247               | 59,05 | 493                        | 2,70   | 1     |    |  |  |
| Movimento 5 Stelle                                            | Andrea Furegato ✔️ Sindaco | 11 247               | 59,05 | 278                        | 1,52   | –     |    |  |  |
|                                                               | Sara Casanova              | 7 085                | 37,20 | Lega                       | 1 721  | 9,42  | 3  |  |  |
| Sara Casanova Sindaco                                         | Sara Casanova              | 7 085                | 37,20 | 1 658                      | 9,08   | 3     |    |  |  |
| Fratelli d'Italia                                             | Sara Casanova              | 7 085                | 37,20 | 1 523                      | 8,34   | 3     |    |  |  |
| Il Broletto con Maggi                                         | Sara Casanova              | 7 085                | 37,20 | 1 246                      | 6,82   | 2     |    |  |  |
| Forza Italia – Noi con l'Italia                               | Sara Casanova              | 7 085                | 37,20 | 451                        | 2,47   | –     |    |  |  |
| Giovani Protagonisti                                          | Sara Casanova              | 7 085                | 37,20 | 200                        | 1,10   | –     |    |  |  |
| Lodi è Futuro - Lista civica Doca Pietro - Al Centro per Lodi | Sara Casanova              | 7 085                | 37,20 | 51                         | 0,28   | –     |    |  |  |
| Alleanza Agroverde per Lodi                                   | Sara Casanova              | 7 085                | 37,20 | 42                         | 0,23   | –     |    |  |  |
| Seggio di coalizione                                          | Seggio di coalizione       | Seggio di coalizione | 37,20 | 1                          |        |       |    |  |  |
|                                                               | Stefano Buzzi              | 454                  | 2,38  | Italexit                   | 433    | 2,37  | –  |  |  |
|                                                               | Lorenzo Bruno              | 177                  | 0,93  | Loding                     | 159    | 0,87  | –  |  |  |
|                                                               | Fulvio Curioni             | 82                   | 0,43  | Democrazia e Sussidiarietà | 76     | 0,42  | –  |  |  |
| Totale                                                        | Totale                     | 19 045               | 100   |                            | 18 261 | 100   | 32 |  |  |
|                                                               |                            |                      |       |                            |        |       |    |  |  |
| Fonte: Ministero dell'interno                                 |                            |                      |       |                            |        |       |    |  |  |

1. ↑  Include candidati di Azione e Italia Viva.
2. ↑  Lista sostenuta da Rifondazione Comunista.

#### Monza
| Candidati                     | Candidati                | II turno             | II turno          | I turno | I turno | Liste                                    | Voti   | %     | Seggi |
| Candidati                     | Candidati                | Voti                 | %                 | Voti    | %       | Liste                                    | Voti   | %     | Seggi |
| ----------------------------- | ------------------------ | -------------------- | ----------------- | ------- | ------- | ---------------------------------------- | ------ | ----- | ----- |
|                               | Paolo Pilotto ✔️ Sindaco | 18 307               | 51,21             | 17 767  | 40,08   | Partito Democratico                      | 10 694 | 25,70 | 15    |
| Lista Pilotto Monzattiva      | Paolo Pilotto ✔️ Sindaco | 18 307               | 51,21             | 17 767  | 40,08   | 2 000                                    | 4,81   | 2     |       |
| LabMonza                      | Paolo Pilotto ✔️ Sindaco | 18 307               | 51,21             | 17 767  | 40,08   | 1 477                                    | 3,55   | 2     |       |
| Azione                        | Paolo Pilotto ✔️ Sindaco | 18 307               | 51,21             | 17 767  | 40,08   | 899                                      | 2,16   | 1     |       |
| Italia Viva – PSI             | Paolo Pilotto ✔️ Sindaco | 18 307               | 51,21             | 17 767  | 40,08   | 693                                      | 1,67   | –     |       |
| Possibile                     | Paolo Pilotto ✔️ Sindaco | 18 307               | 51,21             | 17 767  | 40,08   | 566                                      | 1,36   | –     |       |
| Europa Verde                  | Paolo Pilotto ✔️ Sindaco | 18 307               | 51,21             | 17 767  | 40,08   | 452                                      | 1,09   | –     |       |
|                               | Dario Allevi             | 17 445               | 48,79             | 20 891  | 47,12   | Forza Italia                             | 6 790  | 16,32 | 4     |
| Fratelli d'Italia             | Dario Allevi             | 17 445               | 48,79             | 20 891  | 47,12   | 4 994                                    | 12,00  | 3     |       |
| Noi con Dario Allevi          | Dario Allevi             | 17 445               | 48,79             | 20 891  | 47,12   | 4 363                                    | 10,49  | 2     |       |
| Lega                          | Dario Allevi             | 17 445               | 48,79             | 20 891  | 47,12   | 3 312                                    | 7,96   | 1     |       |
| Seggio di coalizione          | Seggio di coalizione     | Seggio di coalizione | 48,79             | 20 891  | 47,12   | 1                                        |        |       |       |
|                               | Paolo Piffer             | Paolo Piffer         | Paolo Piffer      | 2 562   | 5,78    | Civicamente (A)                          | 2 408  | 5,79  | –     |
| Seggio di coalizione          | Seggio di coalizione     | Seggio di coalizione | Paolo Piffer      | 2 562   | 5,78    | 1                                        |        |       |       |
|                               | Ambrogio Moccia          | Ambrogio Moccia      | Ambrogio Moccia   | 883     | 1,99    | Movimento Moccia per Monza (B)           | 860    | 2,07  | –     |
|                               | Daniela Brambilla        | Daniela Brambilla    | Daniela Brambilla | 828     | 1,87    | Italexit                                 | 768    | 1,85  | –     |
|                               | Alberto Mariani          | Alberto Mariani      | Alberto Mariani   | 660     | 1,49    | Mariani Sindaco – Grande Nord            | 605    | 1,45  | –     |
|                               | Carlo Chierico           | Carlo Chierico       | Carlo Chierico    | 313     | 0,71    | Monza Unita                              | 314    | 0,75  | –     |
|                               | Sandro Belli             | Sandro Belli         | Sandro Belli      | 248     | 0,56    | Ancora Italia – Il Popolo della Famiglia | 242    | 0,58  | –     |
|                               | Michele Anastasia        | Michele Anastasia    | Michele Anastasia | 181     | 0,41    | Movimento 3V                             | 168    | 0,40  | –     |
| Totale                        | Totale                   | 35 752               | 100               | 44 333  | 100     |                                          | 41 605 | 100   | 32    |
|                               |                          |                      |                   |         |         |                                          |        |       |       |
| Fonte: Ministero dell'interno |                          |                      |                   |         |         |                                          |        |       |       |

1. ↑  Include candidati di Sinistra Italiana e Articolo Uno.
2. ↑  Include candidati di +Europa e Volt.

### Veneto

#### Belluno
|                               | Oscar De Pellegrin ✔️ Sindaco | 7 780                | 50,73 | Belluno al Centro   | 3 270  | 23,48 | 10 |  |  |
| Fratelli d'Italia             | Oscar De Pellegrin ✔️ Sindaco | 7 780                | 50,73 | 1 456               | 10,46  | 4     |    |  |  |
| Lega                          | Oscar De Pellegrin ✔️ Sindaco | 7 780                | 50,73 | 1 312               | 9,42   | 4     |    |  |  |
| Noi con Oscar                 | Oscar De Pellegrin ✔️ Sindaco | 7 780                | 50,73 | 980                 | 7,04   | 2     |    |  |  |
|                               | Giuseppe Vignato              | 4 679                | 30,51 | Partito Democratico | 1 347  | 9,67  | 2  |  |  |
| Valore Comune                 | Giuseppe Vignato              | 4 679                | 30,51 | 1 337               | 9,60   | 2     |    |  |  |
| Belluno D+                    | Giuseppe Vignato              | 4 679                | 30,51 | 1 024               | 7,35   | 2     |    |  |  |
| InMovimento                   | Giuseppe Vignato              | 4 679                | 30,51 | 858                 | 6,16   | 1     |    |  |  |
| Seggio di coalizione          | Seggio di coalizione          | Seggio di coalizione | 30,51 | 1                   |        |       |    |  |  |
|                               | Lucia Olivotto                | 2 878                | 18,77 | Insieme per Belluno | 1 850  | 13,29 | 3  |  |  |
| Belluno Bene Comune           | Lucia Olivotto                | 2 878                | 18,77 | 490                 | 3,52   | –     |    |  |  |
| Seggio di coalizione          | Seggio di coalizione          | Seggio di coalizione | 18,77 | 1                   |        |       |    |  |  |
| Totale                        | Totale                        | 15 337               | 100   |                     | 13 924 | 100   | 32 |  |  |
|                               |                               |                      |       |                     |        |       |    |  |  |
| Fonte: Ministero dell'interno |                               |                      |       |                     |        |       |    |  |  |

1. ↑  Include candidati di Forza Italia e Coraggio Italia
2. ↑  Include candidati della Liga Veneta Repubblica
3. ↑  Include candidati di Azione e Italia Viva

#### Padova
|                                            | Sergio Giordani ✔️ Sindaco | 47 777               | 58,44 | Partito Democratico             | 16 815 | 21,66 | 10 |  |  |
| Giordani Sindaco                           | Sergio Giordani ✔️ Sindaco | 47 777               | 58,44 | 13 409                          | 17,28  | 7     |    |  |  |
| Coalizione Civica                          | Sergio Giordani ✔️ Sindaco | 47 777               | 58,44 | 4 612                           | 5,94   | 2     |    |  |  |
| Padova Insieme                             | Sergio Giordani ✔️ Sindaco | 47 777               | 58,44 | 2 792                           | 3,60   | 1     |    |  |  |
| Per Padova                                 | Sergio Giordani ✔️ Sindaco | 47 777               | 58,44 | 1 936                           | 2,49   | 1     |    |  |  |
| Padova Bene Comune                         | Sergio Giordani ✔️ Sindaco | 47 777               | 58,44 | 1 675                           | 2,16   | –     |    |  |  |
| Padova Futura                              | Sergio Giordani ✔️ Sindaco | 47 777               | 58,44 | 1 639                           | 2,11   | –     |    |  |  |
| Europa Verde                               | Sergio Giordani ✔️ Sindaco | 47 777               | 58,44 | 1 481                           | 1,91   | –     |    |  |  |
| Movimento 5 Stelle                         | Sergio Giordani ✔️ Sindaco | 47 777               | 58,44 | 1 006                           | 1,30   | –     |    |  |  |
|                                            | Francesco Peghin           | 27 405               | 33,52 | Fratelli d'Italia               | 6 421  | 8,27  | 3  |  |  |
| Francesco Peghin Sindaco                   | Francesco Peghin           | 27 405               | 33,52 | 6 065                           | 7,81   | 3     |    |  |  |
| Lega                                       | Francesco Peghin           | 27 405               | 33,52 | 5 704                           | 7,35   | 2     |    |  |  |
| Coraggio Italia                            | Francesco Peghin           | 27 405               | 33,52 | 3 392                           | 4,37   | 1     |    |  |  |
| Forza Italia – Unione di Centro            | Francesco Peghin           | 27 405               | 33,52 | 2 486                           | 3,20   | 1     |    |  |  |
| Più Padova                                 | Francesco Peghin           | 27 405               | 33,52 | 1 444                           | 1,86   | –     |    |  |  |
| Il Popolo della Famiglia                   | Francesco Peghin           | 27 405               | 33,52 | 263                             | 0,34   | –     |    |  |  |
| Seggio di coalizione                       | Seggio di coalizione       | Seggio di coalizione | 33,52 | 1                               |        |       |    |  |  |
|                                            | Paolo Girotto              | 1 655                | 2,02  | Movimento 3V                    | 1 613  | 2,08  | –  |  |  |
|                                            | Luca Lendaro               | 1 315                | 1,61  | Tutta Nostra la Città           | 763    | 0,98  | –  |  |  |
| Solidarietà, Ambiente e Lavoro (PRC – PCI) | Luca Lendaro               | 1 315                | 1,61  | 569                             | 0,73   | –     |    |  |  |
|                                            | Francesca Gislon           | 1 206                | 1,48  | Francesca Gislon Sindaca        | 1 199  | 1,54  | –  |  |  |
|                                            | Domenico Minasola          | 784                  | 0,96  | Alleanza per Minasola           | 798    | 1,03  | –  |  |  |
|                                            | Lorenzo Innocenti          | 646                  | 0,79  | TornaPadova                     | 602    | 0,78  | –  |  |  |
|                                            | Salim El Maoumed           | 608                  | 0,74  | Salim Sindaco - Padova di tutti | 602    | 0,78  | –  |  |  |
|                                            | Chiara Zoccarato           | 353                  | 0,43  | Alternativa                     | 333    | 0,43  | –  |  |  |
| Totale                                     | Totale                     | 81 749               | 100   |                                 | 77 619 | 100   | 32 |  |  |
|                                            |                            |                      |       |                                 |        |       |    |  |  |
| Fonte: Ministero dell'interno              |                            |                      |       |                                 |        |       |    |  |  |

1. ↑  Include candidati di Articolo Uno (cfr. Tgpadova.telenuovo.it)
2. ↑  Include candidati di Azione (cfr. PadovaOggi, 23 aprile 2022)
3. ↑  Include candidati di Sinistra Italiana e Possibile
4. ↑  Include candidati di Democrazia Solidale (cfr. Democrazia Solidale.t)
5. ↑  Include candidati di PRI, PSI, Italia Viva, Centro Democratico, Volt e +Europa.
6. ↑  Include candidati di Potere al Popolo! (cfr. Poterealpopolo.org)

#### Verona
| Candidati                                           | Candidati                  | II turno             | II turno       | I turno | I turno | Liste                                                       | Voti    | %     | Seggi |
| Candidati                                           | Candidati                  | Voti                 | %              | Voti    | %       | Liste                                                       | Voti    | %     | Seggi |
| --------------------------------------------------- | -------------------------- | -------------------- | -------------- | ------- | ------- | ----------------------------------------------------------- | ------- | ----- | ----- |
|                                                     | Damiano Tommasi ✔️ Sindaco | 50 118               | 53,40          | 43 106  | 39,80   | Damiano Tommasi Sindaco                                     | 16 452  | 15,96 | 10    |
| Partito Democratico                                 | Damiano Tommasi ✔️ Sindaco | 50 118               | 53,40          | 43 106  | 39,80   | 13 500                                                      | 13,10   | 8     |       |
| Traguardi                                           | Damiano Tommasi ✔️ Sindaco | 50 118               | 53,40          | 43 106  | 39,80   | 5 724                                                       | 5,55    | 3     |       |
| In Comune per Verona - Sinistra Civica Ecologista   | Damiano Tommasi ✔️ Sindaco | 50 118               | 53,40          | 43 106  | 39,80   | 2 619                                                       | 2,54    | 1     |       |
| Europa Verde – DemoS – Volt                         | Damiano Tommasi ✔️ Sindaco | 50 118               | 53,40          | 43 106  | 39,80   | 1 302                                                       | 1,26    | –     |       |
| Azione – +Europa                                    | Damiano Tommasi ✔️ Sindaco | 50 118               | 53,40          | 43 106  | 39,80   | 1 076                                                       | 1,04    | –     |       |
|                                                     | Federico Sboarina          | 43 730               | 46,60          | 35 404  | 32,69   | Fratelli d'Italia                                           | 12 278  | 11,91 | 3     |
| Lista Sboarina Sindaco - Battiti per Verona         | Federico Sboarina          | 43 730               | 46,60          | 35 404  | 32,69   | 7 548                                                       | 7,32    | 2     |       |
| Lega                                                | Federico Sboarina          | 43 730               | 46,60          | 35 404  | 32,69   | 6 797                                                       | 6,59    | 1     |       |
| Verona Domani – Coraggio Italia                     | Federico Sboarina          | 43 730               | 46,60          | 35 404  | 32,69   | 5 381                                                       | 5,22    | 1     |       |
| Verona al Centro (Vale Verona! – Famiglia è futuro) | Federico Sboarina          | 43 730               | 46,60          | 35 404  | 32,69   | 1 252                                                       | 1,21    | –     |       |
| Verona Autonomia – Noi con l'Italia                 | Federico Sboarina          | 43 730               | 46,60          | 35 404  | 32,69   | 1 145                                                       | 1,11    | –     |       |
| Seggio di coalizione                                | Seggio di coalizione       | Seggio di coalizione | 46,60          | 35 404  | 32,69   | 1                                                           |         |       |       |
|                                                     | Flavio Tosi                | Flavio Tosi          | Flavio Tosi    | 25 843  | 23,86   | Lista Tosi Sindaco                                          | 10 937  | 10,61 | 3     |
| Fare!                                               | Flavio Tosi                | Flavio Tosi          | Flavio Tosi    | 25 843  | 23,86   | 4 548                                                       | 4,41    | 1     |       |
| Forza Italia                                        | Flavio Tosi                | Flavio Tosi          | Flavio Tosi    | 25 843  | 23,86   | 4 479                                                       | 4,35    | 1     |       |
| Ama Verona                                          | Flavio Tosi                | Flavio Tosi          | Flavio Tosi    | 25 843  | 23,86   | 1 995                                                       | 1,94    | –     |       |
| Prima Verona                                        | Flavio Tosi                | Flavio Tosi          | Flavio Tosi    | 25 843  | 23,86   | 827                                                         | 0,80    | –     |       |
| Tosi c'è                                            | Flavio Tosi                | Flavio Tosi          | Flavio Tosi    | 25 843  | 23,86   | 827                                                         | 0,80    | –     |       |
| Pensionati Veneti                                   | Flavio Tosi                | Flavio Tosi          | Flavio Tosi    | 25 843  | 23,86   | 240                                                         | 0,23    | –     |       |
| Cristian Social Union Veneta                        | Flavio Tosi                | Flavio Tosi          | Flavio Tosi    | 25 843  | 23,86   | 239                                                         | 0,23    | –     |       |
| Movimento Difesa Sociale                            | Flavio Tosi                | Flavio Tosi          | Flavio Tosi    | 25 843  | 23,86   | 178                                                         | 0,17    | –     |       |
| Seggio di coalizione                                | Seggio di coalizione       | Seggio di coalizione | Flavio Tosi    | 25 843  | 23,86   | 1                                                           |         |       |       |
|                                                     | Alberto Zelger             | Alberto Zelger       | Alberto Zelger | 2 857   | 2,64    | Zelger Sindaco - Libertà nelle scelte senza discriminazioni | 1 480   | 1,44  | –     |
| Verona per la Libertà - Mai più Green Pass          | Alberto Zelger             | Alberto Zelger       | Alberto Zelger | 2 857   | 2,64    | 994                                                         | 0,96    | –     |       |
| Il Popolo della Famiglia                            | Alberto Zelger             | Alberto Zelger       | Alberto Zelger | 2 857   | 2,64    | 230                                                         | 0,22    | –     |       |
|                                                     | Anna Sautto                | Anna Sautto          | Anna Sautto    | 646     | 0,60    | Movimento 3V                                                | 607     | 0,59  | –     |
|                                                     | Paola Barollo              | Paola Barollo        | Paola Barollo  | 443     | 0,41    | Costituzione Verona - Libero pensiero                       | 417     | 0,40  | –     |
| Totale                                              | Totale                     | 93 848               | 100            | 108 299 | 100     |                                                             | 103 072 | 100   | 36    |
|                                                     |                            |                      |                |         |         |                                                             |         |       |       |
| Fonte: Ministero dell'interno                       |                            |                      |                |         |         |                                                             |         |       |       |

1. ↑  Include candidati del Movimento 5 Stelle e del Partito Socialista Italiano (cfr. Telenuovo.it e Veronadelpopolo.it)
2. ↑  Include candidati di Sinistra Italiana, Articolo Uno e Possibile (cfr. Incomuneperverona.it)
3. ↑  Include candidati dell'Unione di Centro (cfr. Daily Verona Network, 15 maggio 2022)
4. ↑  Include candidati di Italia Viva (cfr. L'Adige di Verona, 3 maggio 2022)

### Friuli-Venezia Giulia

#### Gorizia
| Candidati                 | Candidati                  | II turno             | II turno          | I turno | I turno | Liste                       | Voti   | %     | Seggi |
| Candidati                 | Candidati                  | Voti                 | %                 | Voti    | %       | Liste                       | Voti   | %     | Seggi |
| ------------------------- | -------------------------- | -------------------- | ----------------- | ------- | ------- | --------------------------- | ------ | ----- | ----- |
|                           | Rodolfo Ziberna ✔️ Sindaco | 6 372                | 52,23             | 6 225   | 41,85   | Fratelli d'Italia           | 1 241  | 10,88 | 6     |
| Ziberna Sindaco           | Rodolfo Ziberna ✔️ Sindaco | 6 372                | 52,23             | 6 225   | 41,85   | 1 215                       | 10,65  | 6     |       |
| Forza Italia              | Rodolfo Ziberna ✔️ Sindaco | 6 372                | 52,23             | 6 225   | 41,85   | 1 184                       | 10,38  | 6     |       |
| Lega                      | Rodolfo Ziberna ✔️ Sindaco | 6 372                | 52,23             | 6 225   | 41,85   | 943                         | 8,26   | 5     |       |
| Noi con l'Italia          | Rodolfo Ziberna ✔️ Sindaco | 6 372                | 52,23             | 6 225   | 41,85   | 321                         | 2,81   | 1     |       |
|                           | Laura Fasiolo              | 5 827                | 47,77             | 4 561   | 30,66   | Partito Democratico         | 1 225  | 10,74 | 4     |
| Laura Fasiolo per Gorizia | Laura Fasiolo              | 5 827                | 47,77             | 4 561   | 30,66   | 839                         | 7,35   | 2     |       |
| Noi, mi, noaltris Go!     | Laura Fasiolo              | 5 827                | 47,77             | 4 561   | 30,66   | 615                         | 5,39   | 2     |       |
| Slovenska Skupnost        | Laura Fasiolo              | 5 827                | 47,77             | 4 561   | 30,66   | 538                         | 4,72   | 1     |       |
| Gorizia è tua             | Laura Fasiolo              | 5 827                | 47,77             | 4 561   | 30,66   | 399                         | 3,50   | 1     |       |
| Movimento 5 Stelle        | Laura Fasiolo              | 5 827                | 47,77             | 4 561   | 30,66   | 138                         | 1,21   | –     |       |
| Seggio di coalizione      | Seggio di coalizione       | Seggio di coalizione | 47,77             | 4 561   | 30,66   | 1                           |        |       |       |
|                           | Pierpaolo Martina          | Pierpaolo Martina    | Pierpaolo Martina | 1 550   | 10,42   | Insieme per Martina Sindaco | 1 136  | 9,96  | 3     |
|                           | Franco Zotti               | Franco Zotti         | Franco Zotti      | 945     | 6,35    | Zotti contro tutti          | 578    | 5,07  | 1     |
|                           | Antonio Devetag            | Antonio Devetag      | Antonio Devetag   | 702     | 4,72    | Azione                      | 316    | 2,77  | –     |
| Gorizia 3.0               | Antonio Devetag            | Antonio Devetag      | Antonio Devetag   | 702     | 4,72    | 223                         | 1,95   | –     |       |
| Seggio di coalizione      | Seggio di coalizione       | Seggio di coalizione | Antonio Devetag   | 702     | 4,72    | 1                           |        |       |       |
|                           | Serenella Ferrari          | Serenella Ferrari    | Serenella Ferrari | 530     | 3,56    | La voce libera              | 182    | 1,60  | –     |
| La gente per Goriza       | Serenella Ferrari          | Serenella Ferrari    | Serenella Ferrari | 530     | 3,56    | 149                         | 1,31   | –     |       |
|                           | Mario De Marco             | Mario De Marco       | Mario De Marco    | 361     | 2,43    | De Marco per Gorizia        | 168    | 1,47  | –     |
| Totale                    | Totale                     | 12 199               | 100               | 14 874  | 100     |                             | 11 410 | 100   | 40    |
|                           |                            |                      |                   |         |         |                             |        |       |       |
| Fonte: Regione FVG        |                            |                      |                   |         |         |                             |        |       |       |

1. ↑  Include candidati dell'Unione di Centro.
2. ↑  Include candidati di Italexit.

### Liguria

#### Genova
|                                              | Marco Bucci ✔️ Sindaco   | 112 457              | 55,49 | Bucci Sindaco - Vince Genova             | 36 355  | 19,07 | 9  |  |  |
| Fratelli d'Italia                            | Marco Bucci ✔️ Sindaco   | 112 457              | 55,49 | 17 788                                   | 9,33    | 4     |    |  |  |
| Liguria al Centro                            | Marco Bucci ✔️ Sindaco   | 112 457              | 55,49 | 17 485                                   | 9,17    | 4     |    |  |  |
| Lega                                         | Marco Bucci ✔️ Sindaco   | 112 457              | 55,49 | 12 866                                   | 6,75    | 3     |    |  |  |
| Genova Domani                                | Marco Bucci ✔️ Sindaco   | 112 457              | 55,49 | 8 952                                    | 4,70    | 2     |    |  |  |
| Forza Italia                                 | Marco Bucci ✔️ Sindaco   | 112 457              | 55,49 | 7 340                                    | 3,85    | 2     |    |  |  |
| Unione di Centro                             | Marco Bucci ✔️ Sindaco   | 112 457              | 55,49 | 3 752                                    | 1,97    | –     |    |  |  |
| Gente d'Italia per Genova                    | Marco Bucci ✔️ Sindaco   | 112 457              | 55,49 | 375                                      | 0,20    | –     |    |  |  |
| Nuovo PSI - Liberal Socialisti               | Marco Bucci ✔️ Sindaco   | 112 457              | 55,49 | 281                                      | 0,15    | –     |    |  |  |
|                                              | Ariel Dello Strologo     | 77 065               | 38,03 | Partito Democratico – Articolo Uno – PSI | 39 937  | 20,95 | 9  |  |  |
| Genova Civica - Ariel Dello Strologo Sindaco | Ariel Dello Strologo     | 77 065               | 38,03 | 12 032                                   | 6,31    | 2     |    |  |  |
| Europa Verde – Lista Sansa – Linea Condivisa | Ariel Dello Strologo     | 77 065               | 38,03 | 9 873                                    | 5,18    | 2     |    |  |  |
| Movimento 5 Stelle                           | Ariel Dello Strologo     | 77 065               | 38,03 | 8 381                                    | 4,40    | 1     |    |  |  |
| Sinistra Italiana                            | Ariel Dello Strologo     | 77 065               | 38,03 | 2 930                                    | 1,54    | –     |    |  |  |
| Seggio di coalizione                         | Seggio di coalizione     | Seggio di coalizione | 38,03 | 1                                        |         |       |    |  |  |
|                                              | Mattia Crucioli          | 7 221                | 3,56  | Uniti per la Costituzione                | 6 771   | 3,55  | –  |  |  |
| Seggio di coalizione                         | Seggio di coalizione     | Seggio di coalizione | 3,56  | 1                                        |         |       |    |  |  |
|                                              | Antonella Marras         | 3 858                | 1,90  | La Sinistra Insieme (PRC – PCI – SA)     | 3 573   | 1,87  | –  |  |  |
|                                              | Cinzia Ronzitti          | 845                  | 0,42  | Partito Comunista dei Lavoratori         | 780     | 0,41  | –  |  |  |
|                                              | Martino Manzano Olivieri | 706                  | 0,35  | Movimento 3V                             | 692     | 0,36  | –  |  |  |
|                                              | Carlo Carpi              | 494                  | 0,24  | Insieme per Genova                       | 437     | 0,23  | –  |  |  |
| Totale                                       | Totale                   | 202 646              | 100   |                                          | 190 600 | 100   | 40 |  |  |
|                                              |                          |                      |       |                                          |         |       |    |  |  |
| Fonte: Ministero dell'interno                |                          |                      |       |                                          |         |       |    |  |  |

1. ↑  Include candidati di Noi con l'Italia e di Italia Viva.
2. ↑  Include candidati di Ge9sì, Azione e fuoriusciti di PD, +Europa e Movimento 5 Stelle
3. ↑  Include candidati di +Europa, DemoS, Possibile e Volt
4. ↑  Include candidati di Alternativa, Italexit, Ancora Italia e Partito Comunista.

#### La Spezia
|                               | Pierluigi Peracchini ✔️ Sindaco | 19 379               | 53,58 | La Spezia Civica - Peracchini Sindaco | 6 330  | 18,13 | 7  |  |  |
| Fratelli d'Italia             | Pierluigi Peracchini ✔️ Sindaco | 19 379               | 53,58 | 3 396                                 | 9,73   | 4     |    |  |  |
| Liguria al Centro             | Pierluigi Peracchini ✔️ Sindaco | 19 379               | 53,58 | 2 866                                 | 8,21   | 3     |    |  |  |
| Lega                          | Pierluigi Peracchini ✔️ Sindaco | 19 379               | 53,58 | 2 957                                 | 8,47   | 3     |    |  |  |
| Spezia Vince                  | Pierluigi Peracchini ✔️ Sindaco | 19 379               | 53,58 | 1 784                                 | 5,11   | 2     |    |  |  |
| Unione di Centro              | Pierluigi Peracchini ✔️ Sindaco | 19 379               | 53,58 | 792                                   | 2,27   | 1     |    |  |  |
| Forza Italia                  | Pierluigi Peracchini ✔️ Sindaco | 19 379               | 53,58 | 737                                   | 2,11   | –     |    |  |  |
|                               | Piera Sommovigo                 | 13 449               | 37,18 | Partito Democratico – Articolo Uno    | 5 989  | 17,16 | 6  |  |  |
| LeAli a Spezia                | Piera Sommovigo                 | 13 449               | 37,18 | 2 521                                 | 7,22   | 2     |    |  |  |
| Spezia con Te                 | Piera Sommovigo                 | 13 449               | 37,18 | 2 341                                 | 6,71   | 2     |    |  |  |
| Spezia Bene Comune            | Piera Sommovigo                 | 13 449               | 37,18 | 1 346                                 | 3,86   | 1     |    |  |  |
| Movimento 5 Stelle            | Piera Sommovigo                 | 13 449               | 37,18 | 701                                   | 2,01   | –     |    |  |  |
| Seggio di coalizione          | Seggio di coalizione            | Seggio di coalizione | 37,18 | 1                                     |        |       |    |  |  |
|                               | Giovanni Grazzini               | 737                  | 2,04  | Nanni Grazzini Sindaco                | 721    | 2,07  | –  |  |  |
|                               | Sandro Sanvenero                | 720                  | 1,99  | Spezia Sì                             | 683    | 1,96  | –  |  |  |
|                               | Antonella Franciosi             | 680                  | 1,88  | Spezia Riformista                     | 662    | 1,90  | –  |  |  |
|                               | Andrea Buondonno                | 361                  | 1,00  | Spezia sul Serio                      | 344    | 0,99  | –  |  |  |
|                               | Luca Locci                      | 348                  | 0,96  | Forze Popolari                        | 342    | 0,98  | –  |  |  |
|                               | Paolo Pazzaglia                 | 282                  | 0,78  | Spezia al Centro                      | 270    | 0,77  | –  |  |  |
|                               | Marisa Granello                 | 141                  | 0,39  | Fronte di Liberazione Nazionale       | 134    | 0,38  | –  |  |  |
|                               | Gaetano Russo                   | 73                   | 0,20  | Città Nuova                           | 69     | 0,20  | –  |  |  |
| Totale                        | Totale                          | 36 170               | 100   |                                       | 34 909 | 100   | 32 |  |  |
|                               |                                 |                      |       |                                       |        |       |    |  |  |
| Fonte: Ministero dell'interno |                                 |                      |       |                                       |        |       |    |  |  |

1. ↑  Include candidati di La Spezia Popolare
2. ↑  Include candidati di Sinistra Italiana, Europa Verde, Lista Sansa e Linea Condivisa.
3. ↑  Include candidati di +Europa.
4. ↑  Include candidati di Italia Viva e PSI.

### Emilia-Romagna

#### Parma
| Candidati                                            | Candidati                 | II turno             | II turno            | I turno | I turno | Liste                                     | Voti   | %     | Seggi |
| Candidati                                            | Candidati                 | Voti                 | %                   | Voti    | %       | Liste                                     | Voti   | %     | Seggi |
| ---------------------------------------------------- | ------------------------- | -------------------- | ------------------- | ------- | ------- | ----------------------------------------- | ------ | ----- | ----- |
|                                                      | Michele Guerra ✔️ Sindaco | 37 319               | 66,19               | 32 567  | 44,18   | Partito Democratico                       | 15 920 | 24,24 | 12    |
| Effetto Parma                                        | Michele Guerra ✔️ Sindaco | 37 319               | 66,19               | 32 567  | 44,18   | 5 567                                     | 8,48   | 4     |       |
| Michele Guerra Sindaco                               | Michele Guerra ✔️ Sindaco | 37 319               | 66,19               | 32 567  | 44,18   | 5 001                                     | 7,61   | 3     |       |
| Parma - La Sinistra Coraggiosa                       | Michele Guerra ✔️ Sindaco | 37 319               | 66,19               | 32 567  | 44,18   | 1 719                                     | 2,62   | 1     |       |
| Onda - Progressista Liberale Ecologista Referendaria | Michele Guerra ✔️ Sindaco | 37 319               | 66,19               | 32 567  | 44,18   | 737                                       | 1,12   | –     |       |
| Cantiere Riformista (IV – CD – PSI)                  | Michele Guerra ✔️ Sindaco | 37 319               | 66,19               | 32 567  | 44,18   | 628                                       | 0,96   | –     |       |
|                                                      | Pietro Vignali            | 19 062               | 33,81               | 15 666  | 21,25   | Vignali Sindaco                           | 8 559  | 13,03 | 4     |
| Lega                                                 | Pietro Vignali            | 19 062               | 33,81               | 15 666  | 21,25   | 2 720                                     | 4,14   | 1     |       |
| Forza Italia – UDC – NcI – IaC – PdF – PEL           | Pietro Vignali            | 19 062               | 33,81               | 15 666  | 21,25   | 1 725                                     | 2,63   | –     |       |
| Sicurezza e Decoro                                   | Pietro Vignali            | 19 062               | 33,81               | 15 666  | 21,25   | 528                                       | 0,80   | –     |       |
| Ambiente e Salute                                    | Pietro Vignali            | 19 062               | 33,81               | 15 666  | 21,25   | 261                                       | 0,40   | –     |       |
| Seggio di coalizione                                 | Seggio di coalizione      | Seggio di coalizione | 33,81               | 15 666  | 21,25   | 1                                         |        |       |       |
|                                                      | Dario Costi               | Dario Costi          | Dario Costi         | 9 944   | 13,49   | Ora.                                      | 3 463  | 5,27  | 1     |
| Civiltà Parmigiana                                   | Dario Costi               | Dario Costi          | Dario Costi         | 9 944   | 13,49   | 3 006                                     | 4,58   | 1     |       |
| Un progetto di comunità                              | Dario Costi               | Dario Costi          | Dario Costi         | 9 944   | 13,49   | 1 028                                     | 1,57   | –     |       |
| Generazione Parma                                    | Dario Costi               | Dario Costi          | Dario Costi         | 9 944   | 13,49   | 517                                       | 0,79   | –     |       |
| Seggio di coalizione                                 | Seggio di coalizione      | Seggio di coalizione | Dario Costi         | 9 944   | 13,49   | 1                                         |        |       |       |
|                                                      | Priamo Bocchi             | Priamo Bocchi        | Priamo Bocchi       | 5 550   | 7,53    | Fratelli d'Italia                         | 5 037  | 7,67  | 1     |
| Seggio di coalizione                                 | Seggio di coalizione      | Seggio di coalizione | Priamo Bocchi       | 5 550   | 7,53    | 1                                         |        |       |       |
|                                                      | Enrico Ottolini           | Enrico Ottolini      | Enrico Ottolini     | 3 101   | 4,21    | Europa Verde                              | 3 030  | 4,61  | –     |
| Seggio di coalizione                                 | Seggio di coalizione      | Seggio di coalizione | Enrico Ottolini     | 3 101   | 4,21    | 1                                         |        |       |       |
|                                                      | Andrea Bui                | Andrea Bui           | Andrea Bui          | 2 623   | 3,56    | Potere al Popolo!                         | 1 510  | 2,30  | –     |
| Rifondazione Comunista – Partito Comunista Italiano  | Andrea Bui                | Andrea Bui           | Andrea Bui          | 2 623   | 3,56    | 756                                       | 1,15   | –     |       |
|                                                      | Giampaolo Lavagetto       | Giampaolo Lavagetto  | Giampaolo Lavagetto | 1 986   | 2,69    | Per Parma 2032                            | 1 889  | 2,88  | –     |
|                                                      | Marco Adorni              | Marco Adorni         | Marco Adorni        | 1 054   | 1,43    | L'Altra Parma - Uniti per la Costituzione | 906    | 1,38  | –     |
|                                                      | Luca Galardi              | Luca Galardi         | Luca Galardi        | 778     | 1,06    | Movimento 3V                              | 733    | 1,12  | –     |
|                                                      | Gaetano Vilnò             | Gaetano Vilnò        | Gaetano Vilnò       | 452     | 0,61    | Noi Siamo Davvero                         | 436    | 0,66  | –     |
| Totale                                               | Totale                    | 56 381               | 100                 | 73 721  | 100     |                                           | 65 676 | 100   | 32    |
|                                                      |                           |                      |                     |         |         |                                           |        |       |       |
| Fonte: Ministero dell'interno                        |                           |                      |                     |         |         |                                           |        |       |       |

1. ↑  Include candidati di Articolo Uno e Sinistra Italiana.
2. ↑  Include candidati di Volt, +Europa e Radicali Italiani
3. ↑  Include candidati di Azione.
4. ↑  Include candidati di Possibile.
5. ↑  Include candidati del Partito Liberale Italiano.
6. ↑  Include candidati di Alternativa, Ancora Italia e Partito Comunista.

#### Piacenza
| Candidati                                          | Candidati                  | II turno                | II turno                | I turno | I turno | Liste                                           | Voti   | %     | Seggi |
| Candidati                                          | Candidati                  | Voti                    | %                       | Voti    | %       | Liste                                           | Voti   | %     | Seggi |
| -------------------------------------------------- | -------------------------- | ----------------------- | ----------------------- | ------- | ------- | ----------------------------------------------- | ------ | ----- | ----- |
|                                                    | Katia Tarasconi ✔️ Sindaca | 16 935                  | 53,46                   | 15 828  | 38,78   | Partito Democratico                             | 5 483  | 14,86 | 8     |
| Lista civica per Piacenza                          | Katia Tarasconi ✔️ Sindaca | 16 935                  | 53,46                   | 15 828  | 38,78   | 5 283                                           | 14,32  | 8     |       |
| Piacenza Coraggiosa                                | Katia Tarasconi ✔️ Sindaca | 16 935                  | 53,46                   | 15 828  | 38,78   | 1 624                                           | 4,40   | 2     |       |
| Piacenza Oltre                                     | Katia Tarasconi ✔️ Sindaca | 16 935                  | 53,46                   | 15 828  | 38,78   | 1 466                                           | 3,97   | 2     |       |
| Azione                                             | Katia Tarasconi ✔️ Sindaca | 16 935                  | 53,46                   | 15 828  | 38,78   | 574                                             | 1,56   | –     |       |
| Pensionati Piacentini                              | Katia Tarasconi ✔️ Sindaca | 16 935                  | 53,46                   | 15 828  | 38,78   | 222                                             | 0,60   | –     |       |
|                                                    | Patrizia Barbieri          | 14 742                  | 46,54                   | 14 952  | 36,64   | Patrizia Barbieri Sindaco - Trespidi con Liberi | 5 717  | 15,49 | 4     |
| Fratelli d'Italia                                  | Patrizia Barbieri          | 14 742                  | 46,54                   | 14 952  | 36,64   | 4 712                                           | 12,77  | 3     |       |
| Lega                                               | Patrizia Barbieri          | 14 742                  | 46,54                   | 14 952  | 36,64   | 2 471                                           | 6,70   | 1     |       |
| Forza Italia – Italia al Centro – Unione di Centro | Patrizia Barbieri          | 14 742                  | 46,54                   | 14 952  | 36,64   | 1 205                                           | 3,27   | –     |       |
| Seggio di coalizione                               | Seggio di coalizione       | Seggio di coalizione    | 46,54                   | 14 952  | 36,64   | 1                                               |        |       |       |
|                                                    | Stefano Cugini             | Stefano Cugini          | Stefano Cugini          | 4 243   | 10,40   | Alternativa per Piacenza                        | 1 515  | 4,11  | 1     |
| Europa Verde                                       | Stefano Cugini             | Stefano Cugini          | Stefano Cugini          | 4 243   | 10,40   | 857                                             | 2,32   | –     |       |
| Movimento 5 Stelle                                 | Stefano Cugini             | Stefano Cugini          | Stefano Cugini          | 4 243   | 10,40   | 760                                             | 2,06   | –     |       |
| @Sinistra                                          | Stefano Cugini             | Stefano Cugini          | Stefano Cugini          | 4 243   | 10,40   | 727                                             | 1,97   | –     |       |
| Seggio di coalizione                               | Seggio di coalizione       | Seggio di coalizione    | Stefano Cugini          | 4 243   | 10,40   | 1                                               |        |       |       |
|                                                    | Corrado Sforza Fogliani    | Corrado Sforza Fogliani | Corrado Sforza Fogliani | 3 292   | 8,07    | Liberali Piacentini - Terzo Polo                | 3 070  | 8,32  | 1     |
|                                                    | Maurizio Botti             | Maurizio Botti          | Maurizio Botti          | 761     | 1,86    | Piacenza Rinasce                                | 702    | 1,90  | –     |
|                                                    | Samantha Favari            | Samantha Favari         | Samantha Favari         | 567     | 1,39    | Movimento 3V                                    | 508    | 1,38  | –     |
| Totale                                             | Totale                     | 31 677                  | 100                     | 40 813  | 100     |                                                 | 36 896 | 100   | 32    |
|                                                    |                            |                         |                         |         |         |                                                 |        |       |       |
| Fonte: Ministero dell'interno                      |                            |                         |                         |         |         |                                                 |        |       |       |

1. ↑  Include candidati di Articolo Uno e Green Italia.
2. ↑  Include candidati di Sinistra Italiana.

### Toscana

#### Lucca
| Candidati                                       | Candidati                | II turno             | II turno         | I turno | I turno | Liste                        | Voti   | %     | Seggi |
| Candidati                                       | Candidati                | Voti                 | %                | Voti    | %       | Liste                        | Voti   | %     | Seggi |
| ----------------------------------------------- | ------------------------ | -------------------- | ---------------- | ------- | ------- | ---------------------------- | ------ | ----- | ----- |
|                                                 | Mario Pardini ✔️ Sindaco | 16 920               | 51,03            | 12 278  | 34,35   | Fratelli d'Italia            | 4 028  | 12,70 | 6     |
| Lucca 2032 - Mario Pardini Sindaco              | Mario Pardini ✔️ Sindaco | 16 920               | 51,03            | 12 278  | 34,35   | 3 207                        | 10,11  | 5     |       |
| Lega                                            | Mario Pardini ✔️ Sindaco | 16 920               | 51,03            | 12 278  | 34,35   | 2 095                        | 6,61   | 3     |       |
| Forza Italia – Unione di Centro                 | Mario Pardini ✔️ Sindaco | 16 920               | 51,03            | 12 278  | 34,35   | 1 161                        | 3,66   | 2     |       |
| Centrodestra per Lucca                          | Mario Pardini ✔️ Sindaco | 16 920               | 51,03            | 12 278  | 34,35   | 346                          | 1,09   | –     |       |
|                                                 | Francesco Raspini        | 16 235               | 48,97            | 15 244  | 42,65   | Partito Democratico          | 5 444  | 17,17 | 5     |
| Lucca Futura                                    | Francesco Raspini        | 16 235               | 48,97            | 15 244  | 42,65   | 3 168                        | 9,99   | 3     |       |
| Sinistra con Lucca - Sinistra Civica Ecologista | Francesco Raspini        | 16 235               | 48,97            | 15 244  | 42,65   | 1 863                        | 5,87   | 1     |       |
| Lucca è un grande Noi                           | Francesco Raspini        | 16 235               | 48,97            | 15 244  | 42,65   | 1 547                        | 4,88   | 1     |       |
| Lucca Civica – Lucca è Popolare – Volt          | Francesco Raspini        | 16 235               | 48,97            | 15 244  | 42,65   | 1 418                        | 4,47   | 1     |       |
| Europa Verde                                    | Francesco Raspini        | 16 235               | 48,97            | 15 244  | 42,65   | 650                          | 2,05   | –     |       |
| Seggio di coalizione                            | Seggio di coalizione     | Seggio di coalizione | 48,97            | 15 244  | 42,65   | 1                            |        |       |       |
|                                                 | Fabio Barsanti           | Fabio Barsanti       | Fabio Barsanti   | 3 382   | 9,46    | Difendere Lucca (A)          | 1 533  | 4,83  | 1     |
| Centrodestra per Barsanti (A)                   | Fabio Barsanti           | Fabio Barsanti       | Fabio Barsanti   | 3 382   | 9,46    | 888                          | 2,80   | 1     |       |
| Prima Lucca - Italexit (A)                      | Fabio Barsanti           | Fabio Barsanti       | Fabio Barsanti   | 3 382   | 9,46    | 332                          | 1,05   | –     |       |
| Seggio di coalizione                            | Seggio di coalizione     | Seggio di coalizione | Fabio Barsanti   | 3 382   | 9,46    | 1                            |        |       |       |
|                                                 | Andrea Colombini         | Andrea Colombini     | Andrea Colombini | 1 497   | 4,19    | No Green Pass                | 860    | 2,71  | –     |
| Ancora Italia                                   | Andrea Colombini         | Andrea Colombini     | Andrea Colombini | 1 497   | 4,19    | 213                          | 0,67   | –     |       |
|                                                 | Alberto Veronesi         | Alberto Veronesi     | Alberto Veronesi | 1 305   | 3,65    | Lucca sul Serio              | 772    | 2,43  | –     |
| Veronesi Sindaco                                | Alberto Veronesi         | Alberto Veronesi     | Alberto Veronesi | 1 305   | 3,65    | 354                          | 1,12   | –     |       |
|                                                 | Elvio Cecchini           | Elvio Cecchini       | Elvio Cecchini   | 1 058   | 2,96    | Lista Civile (A)             | 603    | 1,90  | 1     |
| Insieme & Impegno Civico per Lucca              | Elvio Cecchini           | Elvio Cecchini       | Elvio Cecchini   | 1 058   | 2,96    | 415                          | 1,31   | –     |       |
|                                                 | Aldo Gottardo            | Aldo Gottardo        | Aldo Gottardo    | 975     | 2,73    | Ambiente e Giustizia Sociale | 815    | 2,57  | –     |
| Totale                                          | Totale                   | 33 155               | 100              | 35 739  | 100     |                              | 31 712 | 100   | 32    |
|                                                 |                          |                      |                  |         |         |                              |        |       |       |
| Fonte: Ministero dell'interno                   |                          |                      |                  |         |         |                              |        |       |       |

1. ↑  Include candidati di Italia al Centro.
2. ↑  Include candidati del Partito Socialista Italiano.
3. ↑  Include candidati di Articolo Uno.
4. ↑  Include candidati di Azione, Italia Viva e +Europa
5. ↑  Include candidati di Autonomi e Partite IVA e Io Apro Rinascimento
6. ↑  Include candidati di Rifondazione Comunista e Sinistra Italiana

#### Pistoia
|                                    | Alessandro Tomasi ✔️ Sindaco | 20 192               | 51,49 | Ale Tomasi Sindaco                                        | 6 341  | 17,32 | 7  |  |  |
| Fratelli d'Italia                  | Alessandro Tomasi ✔️ Sindaco | 20 192               | 51,49 | 5 199                                                     | 14,20  | 6     |    |  |  |
| Forza Italia                       | Alessandro Tomasi ✔️ Sindaco | 20 192               | 51,49 | 3 445                                                     | 9,41   | 4     |    |  |  |
| Amo Pistoia 2040                   | Alessandro Tomasi ✔️ Sindaco | 20 192               | 51,49 | 2 045                                                     | 5,59   | 2     |    |  |  |
| Lega                               | Alessandro Tomasi ✔️ Sindaco | 20 192               | 51,49 | 1 524                                                     | 4,16   | 1     |    |  |  |
|                                    | Federica Fratoni             | 11 107               | 28,32 | Partito Democratico                                       | 7 475  | 20,42 | 7  |  |  |
| Civici e Riformisti                | Federica Fratoni             | 11 107               | 28,32 | 2 128                                                     | 5,81   | 1     |    |  |  |
| Movimento 5 Stelle                 | Federica Fratoni             | 11 107               | 28,32 | 657                                                       | 1,79   | –     |    |  |  |
| Pistoia Progresso                  | Federica Fratoni             | 11 107               | 28,32 | 421                                                       | 1,15   | –     |    |  |  |
| Seggio di coalizione               | Seggio di coalizione         | Seggio di coalizione | 28,32 | 1                                                         |        |       |    |  |  |
|                                    | Francesco Branchetti         | 4 947                | 12,61 | Sinistra per Branchetti - Pistoia Progressista Ecologista | 2 953  | 8,07  | 2  |  |  |
| Il Sole per Tutti                  | Francesco Branchetti         | 4 947                | 12,61 | 934                                                       | 2,55   | –     |    |  |  |
| Europa Verde                       | Francesco Branchetti         | 4 947                | 12,61 | 444                                                       | 1,21   | –     |    |  |  |
| Seggio di coalizione               | Seggio di coalizione         | Seggio di coalizione | 12,61 | 1                                                         |        |       |    |  |  |
|                                    | Iacopo Vespignani            | 1 005                | 2,56  | Pistoia Davvero                                           | 1 126  | 3,08  | –  |  |  |
|                                    | Samuela Breschi              | 600                  | 1,53  | Onda Etica                                                | 633    | 1,73  | –  |  |  |
|                                    | Carla Breschi                | 594                  | 1,51  | Italexit                                                  | 358    | 0,98  | –  |  |  |
| Ancora Italia – Pistoia altrimenti | Carla Breschi                | 594                  | 1,51  | 172                                                       | 0,47   | –     |    |  |  |
|                                    | Roberto Bardi                | 449                  | 1,14  | Partito Comunista                                         | 452    | 1,23  | –  |  |  |
|                                    | Alessia Balia                | 262                  | 0,67  | Movimento 3V                                              | 243    | 0,66  | –  |  |  |
|                                    | Luca Sforzi                  | 62                   | 0,16  | Liberisti Italiani                                        | 55     | 0,15  | –  |  |  |
| Totale                             | Totale                       | 39 218               | 100   |                                                           | 36 605 | 100   | 32 |  |  |
|                                    |                              |                      |       |                                                           |        |       |    |  |  |
| Fonte: Ministero dell'interno      |                              |                      |       |                                                           |        |       |    |  |  |

1. ↑  Lista sostenuta da Rifondazione Comunista, Sinistra Italiana e Articolo Uno.

### Lazio

#### Frosinone
| Candidati                                     | Candidati                       | II turno             | II turno           | I turno | I turno | Liste                              | Voti   | %     | Seggi |
| Candidati                                     | Candidati                       | Voti                 | %                  | Voti    | %       | Liste                              | Voti   | %     | Seggi |
| --------------------------------------------- | ------------------------------- | -------------------- | ------------------ | ------- | ------- | ---------------------------------- | ------ | ----- | ----- |
|                                               | Riccardo Mastrangeli ✔️ Sindaco | 10 794               | 55,32              | 11 856  | 49,26   | Lista Ottaviani - Prima Frosinone  | 2 743  | 11,80 | 5     |
| Fratelli d'Italia                             | Riccardo Mastrangeli ✔️ Sindaco | 10 794               | 55,32              | 11 856  | 49,26   | 2 032                              | 8,74   | 4     |       |
| Lista Mastrangeli                             | Riccardo Mastrangeli ✔️ Sindaco | 10 794               | 55,32              | 11 856  | 49,26   | 1 959                              | 8,43   | 3     |       |
| Lista per Frosinone                           | Riccardo Mastrangeli ✔️ Sindaco | 10 794               | 55,32              | 11 856  | 49,26   | 1 901                              | 8,18   | 3     |       |
| Forza Italia                                  | Riccardo Mastrangeli ✔️ Sindaco | 10 794               | 55,32              | 11 856  | 49,26   | 1 047                              | 4,51   | 2     |       |
| Lega                                          | Riccardo Mastrangeli ✔️ Sindaco | 10 794               | 55,32              | 11 856  | 49,26   | 1 007                              | 4,33   | 2     |       |
| Frosinone Capoluogo                           | Riccardo Mastrangeli ✔️ Sindaco | 10 794               | 55,32              | 11 856  | 49,26   | 687                                | 2,96   | 1     |       |
|                                               | Domenico Marzi                  | 8 719                | 44,68              | 9 419   | 39,13   | Partito Democratico                | 2 903  | 12,49 | 3     |
| Marzi Sindaco                                 | Domenico Marzi                  | 8 719                | 44,68              | 9 419   | 39,13   | 2 585                              | 11,12  | 3     |       |
| Polo Civico                                   | Domenico Marzi                  | 8 719                | 44,68              | 9 419   | 39,13   | 1 467                              | 6,31   | 1     |       |
| Lista Michele Marini                          | Domenico Marzi                  | 8 719                | 44,68              | 9 419   | 39,13   | 1 039                              | 4,47   | 1     |       |
| Frosinone in Comune                           | Domenico Marzi                  | 8 719                | 44,68              | 9 419   | 39,13   | 739                                | 3,18   | 1     |       |
| Piattaforma Civica Ecologista                 | Domenico Marzi                  | 8 719                | 44,68              | 9 419   | 39,13   | 375                                | 1,61   | –     |       |
| Movimento 5 Stelle                            | Domenico Marzi                  | 8 719                | 44,68              | 9 419   | 39,13   | 307                                | 1,32   | –     |       |
| Seggio di coalizione                          | Seggio di coalizione            | Seggio di coalizione | 44,68              | 9 419   | 39,13   | 1                                  |        |       |       |
|                                               | Vincenzo Iacovissi              | Vincenzo Iacovissi   | Vincenzo Iacovissi | 1 419   | 5,90    | Partito Socialista Italiano        | 1 265  | 5,44  | 1     |
|                                               | Mauro Vicano                    | Mauro Vicano         | Mauro Vicano       | 1 098   | 4,56    | Lista Vicano Sindaco per Frosinone | 503    | 2,16  | –     |
| Azione                                        | Mauro Vicano                    | Mauro Vicano         | Mauro Vicano       | 1 098   | 4,56    | 366                                | 1,58   | –     |       |
| UDC – Autonomi e Partite Iva – Progetto Lazio | Mauro Vicano                    | Mauro Vicano         | Mauro Vicano       | 1 098   | 4,56    | 116                                | 0,50   | –     |       |
| Seggio di coalizione                          | Seggio di coalizione            | Seggio di coalizione | Mauro Vicano       | 1 098   | 4,56    | 1                                  |        |       |       |
|                                               | Giuseppe Cosimato               | Giuseppe Cosimato    | Giuseppe Cosimato  | 276     | 1,15    | Lista Cosimato Sindaco             | 196    | 0,84  | –     |
| Totale                                        | Totale                          | 19 513               | 100                | 24 068  | 100     |                                    | 23 237 | 100   | 32    |
|                                               |                                 |                      |                    |         |         |                                    |        |       |       |
| Fonte: Ministero dell'interno                 |                                 |                      |                    |         |         |                                    |        |       |       |

1. ↑  Include candidati di Democrazia Solidale.

#### Rieti
|                               | Daniele Sinibaldi ✔️ Sindaco | 12 785               | 52,17 | Fratelli d'Italia   | 3 583  | 15,25 | 6  |  |  |
| Lega                          | Daniele Sinibaldi ✔️ Sindaco | 12 785               | 52,17 | 3 115               | 13,26  | 5     |    |  |  |
| Forza Italia                  | Daniele Sinibaldi ✔️ Sindaco | 12 785               | 52,17 | 2 112               | 8,99   | 3     |    |  |  |
| Agire                         | Daniele Sinibaldi ✔️ Sindaco | 12 785               | 52,17 | 1 203               | 5,12   | 2     |    |  |  |
| Rieti al Centro               | Daniele Sinibaldi ✔️ Sindaco | 12 785               | 52,17 | 864                 | 3,68   | 1     |    |  |  |
| Io Ci Sto                     | Daniele Sinibaldi ✔️ Sindaco | 12 785               | 52,17 | 776                 | 3,30   | 1     |    |  |  |
| Moderati per Rieti            | Daniele Sinibaldi ✔️ Sindaco | 12 785               | 52,17 | 694                 | 2,95   | 1     |    |  |  |
| Generazione                   | Daniele Sinibaldi ✔️ Sindaco | 12 785               | 52,17 | 564                 | 2,40   | 1     |    |  |  |
| Socialisti Riformisti         | Daniele Sinibaldi ✔️ Sindaco | 12 785               | 52,17 | 102                 | 0,43   | –     |    |  |  |
|                               | Simone Petrangeli            | 9 172                | 37,43 | Partito Democratico | 2 581  | 10,98 | 3  |  |  |
| Simone Sindaco                | Simone Petrangeli            | 9 172                | 37,43 | 1 535               | 6,53   | 2     |    |  |  |
| Rieti Città Futura            | Simone Petrangeli            | 9 172                | 37,43 | 1 434               | 6,10   | 2     |    |  |  |
| Si Può                        | Simone Petrangeli            | 9 172                | 37,43 | 1 014               | 4,32   | 1     |    |  |  |
| T'Immagini                    | Simone Petrangeli            | 9 172                | 37,43 | 787                 | 3,35   | 1     |    |  |  |
| Siamo Rieti                   | Simone Petrangeli            | 9 172                | 37,43 | 563                 | 2,40   | –     |    |  |  |
| Rieti ConTe                   | Simone Petrangeli            | 9 172                | 37,43 | 351                 | 1,49   | –     |    |  |  |
| Seggio di coalizione          | Seggio di coalizione         | Seggio di coalizione | 37,43 | 1                   |        |       |    |  |  |
|                               | Carlo Ubertini               | 2 548                | 10,40 | Rieti in Salute     | 989    | 4,21  | 1  |  |  |
| Partito Socialista Italiano   | Carlo Ubertini               | 2 548                | 10,40 | 677                 | 2,88   | –     |    |  |  |
| Officina Politica             | Carlo Ubertini               | 2 548                | 10,40 | 554                 | 2,36   | –     |    |  |  |
| Seggio di coalizione          | Seggio di coalizione         | Seggio di coalizione | 10,40 | 1                   |        |       |    |  |  |
| Totale                        | Totale                       | 24 505               | 100   |                     | 23 498 | 100   | 32 |  |  |
|                               |                              |                      |       |                     |        |       |    |  |  |
| Fonte: Ministero dell'interno |                              |                      |       |                     |        |       |    |  |  |

1. ↑  Include candidati di Italia Viva, Italia al Centro, Coraggio Italia e Unione di Centro.
2. ↑  Include candidati di Articolo Uno e Rieti in Comune.
3. ↑  Include candidati di Sinistra Italiana, Europa Verde e Centro Democratico.
4. ↑  Include candidati di +Europa e Radicali Italiani.

#### Viterbo
| Candidati                                    | Candidati                  | II turno                  | II turno                  | I turno | I turno | Liste                | Voti   | %     | Seggi |
| Candidati                                    | Candidati                  | Voti                      | %                         | Voti    | %       | Liste                | Voti   | %     | Seggi |
| -------------------------------------------- | -------------------------- | ------------------------- | ------------------------- | ------- | ------- | -------------------- | ------ | ----- | ----- |
|                                              | Chiara Frontini ✔️ Sindaca | 16 160                    | 64,92                     | 10 454  | 32,82   | Viterbo 2020         | 3 032  | 10,20 | 7     |
| Con Chiara per Viterbo                       | Chiara Frontini ✔️ Sindaca | 16 160                    | 64,92                     | 10 454  | 32,82   | 2 205                | 7,42   | 5     |       |
| Viterbo Cambia                               | Chiara Frontini ✔️ Sindaca | 16 160                    | 64,92                     | 10 454  | 32,82   | 1 569                | 5,28   | 4     |       |
| Viterbo fa squadra                           | Chiara Frontini ✔️ Sindaca | 16 160                    | 64,92                     | 10 454  | 32,82   | 782                  | 2,63   | 2     |       |
| La Tuscia nel cuore                          | Chiara Frontini ✔️ Sindaca | 16 160                    | 64,92                     | 10 454  | 32,82   | 732                  | 2,46   | 1     |       |
| Rinascimento                                 | Chiara Frontini ✔️ Sindaca | 16 160                    | 64,92                     | 10 454  | 32,82   | 463                  | 1,56   | 1     |       |
|                                              | Alessandra Troncarelli     | 8 734                     | 35,08                     | 9 013   | 28,30   | Partito Democratico  | 3 191  | 10,74 | 2     |
| Lista Noi Insieme per Viterbo                | Alessandra Troncarelli     | 8 734                     | 35,08                     | 9 013   | 28,30   | 1 569                | 5,28   | 1     |       |
| Viterbo Cresce                               | Alessandra Troncarelli     | 8 734                     | 35,08                     | 9 013   | 28,30   | 1 143                | 3,85   | 1     |       |
| Viterbo dei Cittadini                        | Alessandra Troncarelli     | 8 734                     | 35,08                     | 9 013   | 28,30   | 1 128                | 3,80   | 1     |       |
| Fare per Viterbo                             | Alessandra Troncarelli     | 8 734                     | 35,08                     | 9 013   | 28,30   | 638                  | 2,15   | –     |       |
| Movimento 5 Stelle                           | Alessandra Troncarelli     | 8 734                     | 35,08                     | 9 013   | 28,30   | 422                  | 1,42   | –     |       |
| Lista Contatto                               | Alessandra Troncarelli     | 8 734                     | 35,08                     | 9 013   | 28,30   | 386                  | 1,30   | –     |       |
| Viterbo sul Serio – Viva Viterbo             | Alessandra Troncarelli     | 8 734                     | 35,08                     | 9 013   | 28,30   | 349                  | 1,17   | –     |       |
| Seggio di coalizione                         | Seggio di coalizione       | Seggio di coalizione      | 35,08                     | 9 013   | 28,30   | 1                    |        |       |       |
|                                              | Laura Allegrini            | Laura Allegrini           | Laura Allegrini           | 5 393   | 16,93   | Fratelli d'Italia    | 4 525  | 15,23 | 2     |
| Siamo Viterbo                                | Laura Allegrini            | Laura Allegrini           | Laura Allegrini           | 5 393   | 16,93   | 535                  | 1,80   | –     |       |
| Il Popolo della Famiglia                     | Laura Allegrini            | Laura Allegrini           | Laura Allegrini           | 5 393   | 16,93   | 110                  | 0,37   | –     |       |
| Seggio di coalizione                         | Seggio di coalizione       | Seggio di coalizione      | Laura Allegrini           | 5 393   | 16,93   | 1                    |        |       |       |
|                                              | Luisa Ciambella            | Luisa Ciambella           | Luisa Ciambella           | 2 746   | 8,62    | Per il Bene Comune   | 1 815  | 6,11  | –     |
| Viterbo la Splendida                         | Luisa Ciambella            | Luisa Ciambella           | Luisa Ciambella           | 2 746   | 8,62    | 839                  | 2,82   | –     |       |
| Seggio di coalizione                         | Seggio di coalizione       | Seggio di coalizione      | Luisa Ciambella           | 2 746   | 8,62    | 1                    |        |       |       |
|                                              | Claudio Ubertini           | Claudio Ubertini          | Claudio Ubertini          | 2 649   | 8,32    | Lega                 | 1 591  | 5,35  | 1     |
| Forza Italia – Unione di Centro – Fondazione | Claudio Ubertini           | Claudio Ubertini          | Claudio Ubertini          | 2 649   | 8,32    | 1 259                | 4,24   | –     |       |
| Seggio di coalizione                         | Seggio di coalizione       | Seggio di coalizione      | Claudio Ubertini          | 2 649   | 8,32    | 1                    |        |       |       |
|                                              | Marco Cardona              | Marco Cardona             | Marco Cardona             | 762     | 2,39    | Italexit             | 611    | 2,06  | –     |
|                                              | Carlo D'Ubaldo             | Carlo D'Ubaldo            | Carlo D'Ubaldo            | 605     | 1,90    | Sinistra per Viterbo | 516    | 1,74  | –     |
|                                              | Giovanni Battista Scuderi  | Giovanni Battista Scuderi | Giovanni Battista Scuderi | 331     | 1,04    | Cambiamento          | 302    | 1,02  | –     |
| Totale                                       | Totale                     | 24 894                    | 100                       | 31 853  | 100     |                      | 29 712 | 100   | 32    |
|                                              |                            |                           |                           |         |         |                      |        |       |       |
| Fonte: Ministero dell'interno                |                            |                           |                           |         |         |                      |        |       |       |

### Abruzzo

#### L'Aquila
|                                          | Pierluigi Biondi ✔️ Sindaco | 20 463               | 54,39 | Fratelli d'Italia   | 7 298  | 20,47 | 7  |  |  |
| Lega                                     | Pierluigi Biondi ✔️ Sindaco | 20 463               | 54,39 | 4 467               | 12,53  | 4     |    |  |  |
| L'Aquila Futura                          | Pierluigi Biondi ✔️ Sindaco | 20 463               | 54,39 | 3 010               | 8,44   | 3     |    |  |  |
| Forza Italia                             | Pierluigi Biondi ✔️ Sindaco | 20 463               | 54,39 | 2 268               | 6,36   | 2     |    |  |  |
| Civici e indipendenti con Biondi Sindaco | Pierluigi Biondi ✔️ Sindaco | 20 463               | 54,39 | 2 003               | 5,62   | 2     |    |  |  |
| L'Aquila al Centro                       | Pierluigi Biondi ✔️ Sindaco | 20 463               | 54,39 | 1 852               | 5,19   | 2     |    |  |  |
|                                          | Americo Di Benedetto        | 8 947                | 23,78 | Il Passo Possibile  | 2 299  | 6,45  | 2  |  |  |
| L'Aquila e Frazioni                      | Americo Di Benedetto        | 8 947                | 23,78 | 2 037               | 5,71   | 1     |    |  |  |
| L'Aquila Viva e Forte                    | Americo Di Benedetto        | 8 947                | 23,78 | 1 713               | 4,80   | 1     |    |  |  |
| Seggio di coalizione                     | Seggio di coalizione        | Seggio di coalizione | 23,78 | 1                   |        |       |    |  |  |
|                                          | Stefania Pezzopane          | 7 758                | 20,62 | Partito Democratico | 3 076  | 8,63  | 3  |  |  |
| L'Aquila Coraggiosa                      | Stefania Pezzopane          | 7 758                | 20,62 | 2 291               | 6,43   | 2     |    |  |  |
| L'Aquila Nuova                           | Stefania Pezzopane          | 7 758                | 20,62 | 1 394               | 3,91   | 1     |    |  |  |
| 99 L'Aquila                              | Stefania Pezzopane          | 7 758                | 20,62 | 1 013               | 2,84   | –     |    |  |  |
| Democrazia Solidale                      | Stefania Pezzopane          | 7 758                | 20,62 | 377                 | 1,06   | –     |    |  |  |
| Movimento 5 Stelle                       | Stefania Pezzopane          | 7 758                | 20,62 | 249                 | 0,70   | –     |    |  |  |
| Seggio di coalizione                     | Seggio di coalizione        | Seggio di coalizione | 20,62 | 1                   |        |       |    |  |  |
|                                          | Simona Volpe                | 458                  | 1,22  | Liber L'Aquila      | 309    | 0,87  | –  |  |  |
| Totale                                   | Totale                      | 37 626               | 100   |                     | 35 656 | 100   | 32 |  |  |
|                                          |                             |                      |       |                     |        |       |    |  |  |
| Fonte: Ministero dell'interno            |                             |                      |       |                     |        |       |    |  |  |

1. ↑  Include candidati di Noi con l'Italia, Partito Repubblicano Italiano e Unione di Centro.
2. ↑  Include candidati di Azione e +Europa.
3. ↑  Include candidati di Articolo Uno, Rifondazione Comunista e Sinistra Italiana.
4. ↑  Include candidati di Italia Viva.
5. ↑  Include candidati di Europa Verde, Italia dei Valori e Partito Socialista Italiano.

### Puglia

#### Barletta
| Candidati                     | Candidati                 | II turno             | II turno            | I turno | I turno | Liste                                                         | Voti   | %     | Seggi |
| Candidati                     | Candidati                 | Voti                 | %                   | Voti    | %       | Liste                                                         | Voti   | %     | Seggi |
| ----------------------------- | ------------------------- | -------------------- | ------------------- | ------- | ------- | ------------------------------------------------------------- | ------ | ----- | ----- |
|                               | Cosimo Cannito ✔️ Sindaco | 22 427               | 65,03               | 20 276  | 42,27   | Forza Italia                                                  | 5 312  | 11,64 | 6     |
| Mino Cannito Sindaco          | Cosimo Cannito ✔️ Sindaco | 22 427               | 65,03               | 20 276  | 42,27   | 4 896                                                         | 10,73  | 6     |       |
| Fratelli d'Italia             | Cosimo Cannito ✔️ Sindaco | 22 427               | 65,03               | 20 276  | 42,27   | 3 598                                                         | 7,88   | 4     |       |
| Barletta nel Cuore            | Cosimo Cannito ✔️ Sindaco | 22 427               | 65,03               | 20 276  | 42,27   | 1 624                                                         | 3,56   | 1     |       |
| Barletta al Centro            | Cosimo Cannito ✔️ Sindaco | 22 427               | 65,03               | 20 276  | 42,27   | 1 411                                                         | 3,09   | 1     |       |
| Amico                         | Cosimo Cannito ✔️ Sindaco | 22 427               | 65,03               | 20 276  | 42,27   | 1 258                                                         | 2,76   | 1     |       |
| Lega                          | Cosimo Cannito ✔️ Sindaco | 22 427               | 65,03               | 20 276  | 42,27   | 887                                                           | 1,94   | 1     |       |
| Democrazia Cristiana          | Cosimo Cannito ✔️ Sindaco | 22 427               | 65,03               | 20 276  | 42,27   | 40                                                            | 0,09   | –     |       |
|                               | Santa Scommegna           | 12 059               | 34,97               | 17 572  | 36,63   | Partito Democratico                                           | 6 587  | 14,44 | 4     |
| Scommegna Sindaco             | Santa Scommegna           | 12 059               | 34,97               | 17 572  | 36,63   | 4 275                                                         | 9,37   | 2     |       |
| Cantiere Puglia per Emiliano  | Santa Scommegna           | 12 059               | 34,97               | 17 572  | 36,63   | 3 072                                                         | 6,73   | 1     |       |
| Con                           | Santa Scommegna           | 12 059               | 34,97               | 17 572  | 36,63   | 2 694                                                         | 5,90   | 1     |       |
| Barletta Popolare             | Santa Scommegna           | 12 059               | 34,97               | 17 572  | 36,63   | 2 031                                                         | 4,45   | 1     |       |
| Emiliano Sindaco di Puglia    | Santa Scommegna           | 12 059               | 34,97               | 17 572  | 36,63   | 1 302                                                         | 2,85   | –     |       |
| Seggio di coalizione          | Seggio di coalizione      | Seggio di coalizione | 34,97               | 17 572  | 36,63   | 1                                                             |        |       |       |
|                               | Carmine Doronzo           | Carmine Doronzo      | Carmine Doronzo     | 8 858   | 18,47   | Coalizione Civica per la città futura - Sinistra Italiana (A) | 3 268  | 7,16  | 1     |
| Barletta in Comune (A)        | Carmine Doronzo           | Carmine Doronzo      | Carmine Doronzo     | 8 858   | 18,47   | 1 064                                                         | 2,33   | –     |       |
| Italia Viva (A)               | Carmine Doronzo           | Carmine Doronzo      | Carmine Doronzo     | 8 858   | 18,47   | 724                                                           | 1,59   | –     |       |
| Barletta Sicura (A)           | Carmine Doronzo           | Carmine Doronzo      | Carmine Doronzo     | 8 858   | 18,47   | 419                                                           | 0,92   | –     |       |
| Seggio di coalizione          | Seggio di coalizione      | Seggio di coalizione | Carmine Doronzo     | 8 858   | 18,47   | 1                                                             |        |       |       |
|                               | Maria Angela Carone       | Maria Angela Carone  | Maria Angela Carone | 1 262   | 2,63    | Movimento 5 Stelle                                            | 1 169  | 2,56  | –     |
| Totale                        | Totale                    | 34 486               | 100                 | 47 968  | 100     |                                                               | 45 631 | 100   | 32    |
|                               |                           |                      |                     |         |         |                                                               |        |       |       |
| Fonte: Ministero dell'interno |                           |                      |                     |         |         |                                                               |        |       |       |

1. ↑  Lista sostenuta da Azione.

#### Taranto
|                                 | Rinaldo Melucci ✔️ Sindaco | 49 807               | 60,63 | Partito Democratico    | 15 282 | 19,28 | 7  |  |  |
| Taranto Crea                    | Rinaldo Melucci ✔️ Sindaco | 49 807               | 60,63 | 5 356                  | 6,76   | 2     |    |  |  |
| Con Taranto                     | Rinaldo Melucci ✔️ Sindaco | 49 807               | 60,63 | 5 243                  | 6,61   | 2     |    |  |  |
| Taranto 2030                    | Rinaldo Melucci ✔️ Sindaco | 49 807               | 60,63 | 4 881                  | 6,16   | 2     |    |  |  |
| Più CentroSinistra              | Rinaldo Melucci ✔️ Sindaco | 49 807               | 60,63 | 4 221                  | 5,32   | 2     |    |  |  |
| Taranto Mediterranea            | Rinaldo Melucci ✔️ Sindaco | 49 807               | 60,63 | 3 453                  | 4,36   | 1     |    |  |  |
| Movimento 5 Stelle              | Rinaldo Melucci ✔️ Sindaco | 49 807               | 60,63 | 3 316                  | 4,18   | 1     |    |  |  |
| Taranto Popolare                | Rinaldo Melucci ✔️ Sindaco | 49 807               | 60,63 | 2 924                  | 3,69   | 1     |    |  |  |
| Europa Verde - Verdi Taranto    | Rinaldo Melucci ✔️ Sindaco | 49 807               | 60,63 | 2 567                  | 3,24   | 1     |    |  |  |
| Socialisti e Repubblicani       | Rinaldo Melucci ✔️ Sindaco | 49 807               | 60,63 | 2 254                  | 2,84   | 1     |    |  |  |
| Autonomi e Partite Iva          | Rinaldo Melucci ✔️ Sindaco | 49 807               | 60,63 | 229                    | 0,29   | –     |    |  |  |
|                                 | Walter Musillo             | 24 514               | 29,84 | Patto Popolare         | 7 151  | 9,02  | 4  |  |  |
| Fratelli d'Italia               | Walter Musillo             | 24 514               | 29,84 | 5 322                  | 6,71   | 2     |    |  |  |
| Forza Italia                    | Walter Musillo             | 24 514               | 29,84 | 3 354                  | 4,23   | 1     |    |  |  |
| Patto per Taranto               | Walter Musillo             | 24 514               | 29,84 | 2 786                  | 3,51   | 1     |    |  |  |
| Prima l'Italia                  | Walter Musillo             | 24 514               | 29,84 | 2 243                  | 2,83   | 1     |    |  |  |
| Taranto Davvero                 | Walter Musillo             | 24 514               | 29,84 | 1 294                  | 1,63   | –     |    |  |  |
| AT6 - Lega d'Azione Meridionale | Walter Musillo             | 24 514               | 29,84 | 865                    | 1,09   | –     |    |  |  |
| Movimento Sportivo              | Walter Musillo             | 24 514               | 29,84 | 484                    | 0,61   | –     |    |  |  |
| Noi con l'Italia                | Walter Musillo             | 24 514               | 29,84 | 423                    | 0,53   | –     |    |  |  |
| Insieme                         | Walter Musillo             | 24 514               | 29,84 | 64                     | 0,08   | –     |    |  |  |
| Seggio di coalizione            | Seggio di coalizione       | Seggio di coalizione | 29,84 | 1                      |        |       |    |  |  |
|                                 | Luigi Abbate               | 4 200                | 5,11  | Taranto senza I.L.V.A. | 2 346  | 2,96  | –  |  |  |
| Taranto Next Generation         | Luigi Abbate               | 4 200                | 5,11  | 309                    | 0,39   | –     |    |  |  |
| Partito Meridionalista          | Luigi Abbate               | 4 200                | 5,11  | 71                     | 0,09   | –     |    |  |  |
| Seggio di coalizione            | Seggio di coalizione       | Seggio di coalizione | 5,11  | 1                      |        |       |    |  |  |
|                                 | Massimo Battista           | 3 629                | 4,42  | Una città per cambiare | 2 012  | 2,54  | –  |  |  |
| Taranto città normale           | Massimo Battista           | 3 629                | 4,42  | 499                    | 0,63   | –     |    |  |  |
| Periferie al Centro             | Massimo Battista           | 3 629                | 4,42  | 319                    | 0,40   | –     |    |  |  |
| Seggio di coalizione            | Seggio di coalizione       | Seggio di coalizione | 4,42  | 1                      |        |       |    |  |  |
| Totale                          | Totale                     | 82 150               | 100   |                        | 79 268 | 100   | 32 |  |  |
|                                 |                            |                      |       |                        |        |       |    |  |  |
| Fonte: Ministero dell'interno   |                            |                      |       |                        |        |       |    |  |  |

1. ↑  Include candidati di Sinistra Italiana.
2. ↑  Include candidati di Italia Viva e Mezzogiorno Federato.
3. ↑  Include candidati di Noi di Centro.
4. ↑  Include candidati di Azione.
5. ↑  Include candidati de Il Popolo della Famiglia.

### Calabria

#### Catanzaro
| Candidati                                                                | Candidati                 | II turno             | II turno           | I turno | I turno | Liste                                        | Voti   | %    | Seggi |
| Candidati                                                                | Candidati                 | Voti                 | %                  | Voti    | %       | Liste                                        | Voti   | %    | Seggi |
| ------------------------------------------------------------------------ | ------------------------- | -------------------- | ------------------ | ------- | ------- | -------------------------------------------- | ------ | ---- | ----- |
|                                                                          | Nicola Fiorita ✔️ Sindaco | 17 823               | 58,24              | 14 966  | 31,71   | Cambiavento                                  | 3 373  | 7,35 | 3     |
| Mò-Fiorita sindaco                                                       | Nicola Fiorita ✔️ Sindaco | 17 823               | 58,24              | 14 966  | 31,71   | 3 318                                        | 7,23   | 2    |       |
| Partito Democratico                                                      | Nicola Fiorita ✔️ Sindaco | 17 823               | 58,24              | 14 966  | 31,71   | 2 664                                        | 5,80   | 2    |       |
| Movimento 5 Stelle                                                       | Nicola Fiorita ✔️ Sindaco | 17 823               | 58,24              | 14 966  | 31,71   | 1 271                                        | 2,77   | 1    |       |
| Catanzaro Fiorita (PSI – Volt – Baco resistente – Catanzaro bene comune) | Nicola Fiorita ✔️ Sindaco | 17 823               | 58,24              | 14 966  | 31,71   | 1 238                                        | 2,70   | 1    |       |
|                                                                          | Valerio Donato            | 12 778               | 41,76              | 20 768  | 44,01   | Alleanza per Catanzaro                       | 3 468  | 7,56 | 3     |
| Prima l'Italia                                                           | Valerio Donato            | 12 778               | 41,76              | 20 768  | 44,01   | 2 930                                        | 6,38   | 2    |       |
| Progetto Cz Catanzaro                                                    | Valerio Donato            | 12 778               | 41,76              | 20 768  | 44,01   | 2 775                                        | 6,05   | 2    |       |
| Catanzaro Azzurra                                                        | Valerio Donato            | 12 778               | 41,76              | 20 768  | 44,01   | 2 694                                        | 5,87   | 2    |       |
| Riformisti Avanti                                                        | Valerio Donato            | 12 778               | 41,76              | 20 768  | 44,01   | 2 550                                        | 5,56   | 2    |       |
| Catanzaro prima di tutto – Cambiamo!                                     | Valerio Donato            | 12 778               | 41,76              | 20 768  | 44,01   | 2 433                                        | 5,30   | 2    |       |
| #Fare per Catanzaro                                                      | Valerio Donato            | 12 778               | 41,76              | 20 768  | 44,01   | 2 279                                        | 4,96   | 1    |       |
| Rinascita                                                                | Valerio Donato            | 12 778               | 41,76              | 20 768  | 44,01   | 2 263                                        | 4,93   | 1    |       |
| Italia al Centro                                                         | Valerio Donato            | 12 778               | 41,76              | 20 768  | 44,01   | 1 980                                        | 4,31   | 1    |       |
| Volare alto                                                              | Valerio Donato            | 12 778               | 41,76              | 20 768  | 44,01   | 1 328                                        | 2,89   | 1    |       |
| Seggio di coalizione                                                     | Seggio di coalizione      | Seggio di coalizione | 41,76              | 20 768  | 44,01   | 1                                            |        |      |       |
|                                                                          | Antonello Talerico        | Antonello Talerico   | Antonello Talerico | 6 192   | 13,12   | Io scelgo Catanzaro                          | 2 233  | 4,86 | 1     |
| Noi con l'Italia                                                         | Antonello Talerico        | Antonello Talerico   | Antonello Talerico | 6 192   | 13,12   | 1 315                                        | 2,86   | 1    |       |
| Catanzaro al Centro                                                      | Antonello Talerico        | Antonello Talerico   | Antonello Talerico | 6 192   | 13,12   | 1 261                                        | 2,75   | 1    |       |
| Officine del Sud                                                         | Antonello Talerico        | Antonello Talerico   | Antonello Talerico | 6 192   | 13,12   | 1 228                                        | 2,68   | –    |       |
| Azione Popolare                                                          | Antonello Talerico        | Antonello Talerico   | Antonello Talerico | 6 192   | 13,12   | 421                                          | 0,92   | –    |       |
| Seggio di coalizione                                                     | Seggio di coalizione      | Seggio di coalizione | Antonello Talerico | 6 192   | 13,12   | 1                                            |        |      |       |
|                                                                          | Wanda Ferro               | Wanda Ferro          | Wanda Ferro        | 4 324   | 9,16    | Fratelli d'Italia                            | 2 277  | 4,96 | 1     |
|                                                                          | Francesco Di Lieto        | Francesco Di Lieto   | Francesco Di Lieto | 783     | 1,66    | Insieme osiamo (PRC – PaP – Partito del Sud) | 514    | 1,12 | –     |
|                                                                          | Antonio Campo             | Antonio Campo        | Antonio Campo      | 159     | 0,34    | Catanzaro Oltre                              | 89     | 0,19 | –     |
| Totale                                                                   | Totale                    | 30 601               | 100                | 47 192  | 100     |                                              | 45 902 | 100  | 32    |
|                                                                          |                           |                      |                    |         |         |                                              |        |      |       |
| Fonte: Ministero dell'interno                                            |                           |                      |                    |         |         |                                              |        |      |       |

1. ↑  Include candidati di Sinistra Italiana.
2. ↑  Include candidati di UDC e Nuovo CDU.
3. ↑  Include candidati di Azione.
4. ↑  Include candidati del PCI.
5. ↑  Include candidati di Italexit.

### Sicilia

#### Messina
|                                            | Federico Basile ✔️ Sindaco | 44 937 | 45,54 | Basile Sindaco di Messina  | 16 188 | 17,44 | 11 |  |  |
| Con De Luca per Basile Sindaco             | Federico Basile ✔️ Sindaco | 44 937 | 45,54 | 8 926                      | 9,62   | 6     |    |  |  |
| Prima l'Italia                             | Federico Basile ✔️ Sindaco | 44 937 | 45,54 | 5 017                      | 5,41   | 3     |    |  |  |
| Amo Messina                                | Federico Basile ✔️ Sindaco | 44 937 | 45,54 | 2 789                      | 3,00   | –     |    |  |  |
| Orgoglio Messinese – PRI                   | Federico Basile ✔️ Sindaco | 44 937 | 45,54 | 981                        | 1,06   | –     |    |  |  |
| Insieme per il lavoro                      | Federico Basile ✔️ Sindaco | 44 937 | 45,54 | 876                        | 0,94   | –     |    |  |  |
| Senza sé Senza ma                          | Federico Basile ✔️ Sindaco | 44 937 | 45,54 | 866                        | 0,93   | –     |    |  |  |
| Gli Amici di Federico                      | Federico Basile ✔️ Sindaco | 44 937 | 45,54 | 791                        | 0,85   | –     |    |  |  |
| Mai Più Baracche                           | Federico Basile ✔️ Sindaco | 44 937 | 45,54 | 470                        | 0,51   | –     |    |  |  |
|                                            | Maurizio Croce             | 27 416 | 27,78 | Ora Sicilia                | 9 324  | 10,05 | 3  |  |  |
| Fratelli d'Italia                          | Maurizio Croce             | 27 416 | 27,78 | 8 167                      | 8,80   | 3     |    |  |  |
| Forza Italia                               | Maurizio Croce             | 27 416 | 27,78 | 4 737                      | 5,10   | 2     |    |  |  |
| Unione di Centro                           | Maurizio Croce             | 27 416 | 27,78 | 4 341                      | 4,68   | –     |    |  |  |
| Maurizio Croce Sindaco                     | Maurizio Croce             | 27 416 | 27,78 | 3 901                      | 4,20   | –     |    |  |  |
| Noi con l'Italia – Democrazia Cristiana    | Maurizio Croce             | 27 416 | 27,78 | 1 537                      | 1,66   | –     |    |  |  |
| Partito Animalista – La Spiga              | Maurizio Croce             | 27 416 | 27,78 | 483                        | 0,52   | –     |    |  |  |
| Giovani x Messina                          | Maurizio Croce             | 27 416 | 27,78 | 177                        | 0,19   | –     |    |  |  |
|                                            | Franco De Domenico         | 22 593 | 22,90 | Franco De Domenico Sindaco | 8 015  | 8,64  | 2  |  |  |
| Partito Democratico                        | Franco De Domenico         | 22 593 | 22,90 | 6 400                      | 6,90   | 2     |    |  |  |
| Movimento 5 Stelle                         | Franco De Domenico         | 22 593 | 22,90 | 3 941                      | 4,25   | –     |    |  |  |
| Coalizione Civica per Messina              | Franco De Domenico         | 22 593 | 22,90 | 2 311                      | 2,49   | –     |    |  |  |
|                                            | Salvatore Totaro           | 2 129  | 2,16  | Futuro Trasparenza Libertà | 758    | 0,82  | –  |  |  |
| Unione per le cure, i diritti e le libertà | Salvatore Totaro           | 2 129  | 2,16  | 694                        | 0,75   | –     |    |  |  |
|                                            | Gino Sturniolo             | 1 598  | 1,62  | Messina in Comune          | 1 129  | 1,22  | –  |  |  |
| Totale                                     | Totale                     | 98 673 | 100   |                            | 92 819 | 100   | 32 |  |  |
|                                            |                            |        |       |                            |        |       |    |  |  |
| Fonte: Comune di Messina                   |                            |        |       |                            |        |       |    |  |  |

1. ↑  Include candidati di Rinascimento.
2. ↑  Include candidati di Sicilia Futura.
3. ↑  Include candidati di +Europa, Italia Viva, PSI, Europa Verde, Italia dei Valori, LiberaMe, Rispetto Messina.
4. ↑  Include candidati di Volt, Cento Passi per la Sicilia/Art.1, Sinistra Italiana, Coraggiosa, Cambiamo Messina dal Basso, Percorso Comune, MessinAccomuna, Idea Messina.
5. ↑  Include candidati di Rifondazione Comunista, Potere al Popolo!, Partito Comunista Italiano e Democrazia Autonomia.

In contemporanea con le elezioni amministrative si votò in città anche un referendum per l'istituzione del Comune di Montemare, col quesito: «Volete che le frazioni corrispondenti al territorio dell’ex XII e XIII quartiere del Comune di Messina siano elette in Comune autonomo con la denominazione di Comune autonomo Montemare?». Il meccanismo di votazione era quello del doppio quorum, cioè per la creazione del nuovo ente era necessario raggiungere la maggioranza degli aventi diritto al voto e di "sì" separatamente, sia nelle due circoscrizioni sia nel resto del Comune. Il quorum venne raggiunto con il 51,59%, ma vinsero i "no", pertanto il nuovo Comune non fu istituito.

Le frazioni interessate erano: Acqualadroni, Castanea delle Furie, Massa San Giorgio, Massa San Giovanni, Massa San Nicola, Massa Santa Lucia, Piano Torre, San Saba, Spartà dell'ex XII quartiere; Gesso, Orto Liuzzo, Rodia e Salice dell'ex XIII quartiere.

#### Palermo
|                                                               | Roberto Lagalla ✔️ Sindaco | 98 448               | 47,63 | Forza Italia                                            | 21 125  | 11,28 | 7  |  |  |
| Fratelli d'Italia                                             | Roberto Lagalla ✔️ Sindaco | 98 448               | 47,63 | 18 915                                                  | 10,10   | 6     |    |  |  |
| Lavoriamo per Palermo - Lagalla Sindaco                       | Roberto Lagalla ✔️ Sindaco | 98 448               | 47,63 | 17 365                                                  | 9,28    | 5     |    |  |  |
| Democrazia Cristiana                                          | Roberto Lagalla ✔️ Sindaco | 98 448               | 47,63 | 10 389                                                  | 5,55    | 3     |    |  |  |
| Prima l'Italia                                                | Roberto Lagalla ✔️ Sindaco | 98 448               | 47,63 | 9 747                                                   | 5,21    | 3     |    |  |  |
| Alleanza per Palermo                                          | Roberto Lagalla ✔️ Sindaco | 98 448               | 47,63 | 8 150                                                   | 4,35    | –     |    |  |  |
| Unione di Centro                                              | Roberto Lagalla ✔️ Sindaco | 98 448               | 47,63 | 7 054                                                   | 3,77    | –     |    |  |  |
| Noi con l'Italia – Noi di Centro – VIA – Autonomisti          | Roberto Lagalla ✔️ Sindaco | 98 448               | 47,63 | 6 268                                                   | 3,35    | –     |    |  |  |
| Moderati per Lagalla Sindaco (VL – MPL – IS – IaC – BD – IAR) | Roberto Lagalla ✔️ Sindaco | 98 448               | 47,63 | 1 682                                                   | 0,90    | –     |    |  |  |
|                                                               | Franco Miceli              | 61 083               | 29,55 | Partito Democratico                                     | 21 746  | 11,62 | 5  |  |  |
| Movimento 5 Stelle                                            | Franco Miceli              | 61 083               | 29,55 | 12 075                                                  | 6,45    | 3     |    |  |  |
| Progetto Palermo - Franco Miceli Sindaco                      | Franco Miceli              | 61 083               | 29,55 | 11 455                                                  | 6,12    | 3     |    |  |  |
| l'Unità x Palermo - Sinistra Civica Ecologista                | Franco Miceli              | 61 083               | 29,55 | 8 005                                                   | 4,28    | –     |    |  |  |
| Seggio di coalizione                                          | Seggio di coalizione       | Seggio di coalizione | 29,55 | 1                                                       |         |       |    |  |  |
|                                                               | Fabrizio Ferrandelli       | 29 389               | 14,22 | Azione – Ferrandelli Sindaco – +Europa                  | 15 236  | 8,14  | 4  |  |  |
| E tu splendi Palermo                                          | Fabrizio Ferrandelli       | 29 389               | 14,22 | 2 391                                                   | 1,28    | –     |    |  |  |
| Rompi il sistema                                              | Fabrizio Ferrandelli       | 29 389               | 14,22 | 1 792                                                   | 0,96    | –     |    |  |  |
|                                                               | Rita Barbera               | 9 079                | 4,39  | Rita Barbera Sindaca                                    | 5 614   | 3,00  | –  |  |  |
| Potere al Popolo!                                             | Rita Barbera               | 9 079                | 4,39  | 859                                                     | 0,46    | –     |    |  |  |
|                                                               | Francesca Donato           | 6 510                | 3,15  | Rinasci Palermo - Francesca Donato Sindaco              | 5 439   | 2,91  | –  |  |  |
|                                                               | Ciro Lomonte               | 2 173                | 1,05  | Ciro Lomonte Sindaco (PdF – SL – Palermo non molla mai) | 1 897   | 1,01  | –  |  |  |
| Totale                                                        | Totale                     | 206 682              | 100   |                                                         | 187 204 | 100   | 40 |  |  |
|                                                               |                            |                      |       |                                                         |         |       |    |  |  |
| Regione Sicilia: Voti Seggi                                   |                            |                      |       |                                                         |         |       |    |  |  |

1. ↑  Include candidati di Sicilia Futura e Palermo Merita di Più.
2. ↑  Include candidati di #DiventeràBellissima e Attiva Sicilia.
3. ↑  Include candidati di Italia Viva.
4. ↑  Include candidati di Avanti Insieme e Facciamo Palermo.
5. ↑  Include candidati di Sinistra Comune (SI - PRC), I Cento Passi per la Sicilia (Art.1), Europa Verde, PSI, Possibile, Coraggiosa, Sinistra delle Idee, Reds - Rete dei democratici e dei socialisti.
6. ↑  Include candidati di Radicali Italiani, I Coraggiosi, OSO Palermo, Palermo Città Futura, Palermo Capitale.
7. ↑  Include candidati di Volt.
8. ↑  Include candidati di Progetto Eurexit, Rinascita Repubblicana, Forza Palermo, Movimento Siciliano d'Azione, Ancora Italia, Alternativa, Partito Comunista e Azione Civile.

### Sardegna

#### Oristano
|                                    | Massimiliano Sanna ✔️ Sindaco | 7 987                | 54,22 | Fratelli d'Italia                        | 1 895  | 13,52 | 4  |  |  |
| Riformatori                        | Massimiliano Sanna ✔️ Sindaco | 7 987                | 54,22 | 1 634                                    | 11,66  | 3     |    |  |  |
| Oristano al Centro – UDC           | Massimiliano Sanna ✔️ Sindaco | 7 987                | 54,22 | 1 214                                    | 8,66   | 2     |    |  |  |
| Sardegna 20Venti                   | Massimiliano Sanna ✔️ Sindaco | 7 987                | 54,22 | 1 104                                    | 7,88   | 2     |    |  |  |
| Partito Sardo d'Azione             | Massimiliano Sanna ✔️ Sindaco | 7 987                | 54,22 | 1 097                                    | 7,83   | 2     |    |  |  |
| Forza Italia                       | Massimiliano Sanna ✔️ Sindaco | 7 987                | 54,22 | 872                                      | 6,22   | 2     |    |  |  |
| Popolari Europei Autonomisti Sardi | Massimiliano Sanna ✔️ Sindaco | 7 987                | 54,22 | 415                                      | 2,96   | –     |    |  |  |
|                                    | Efisio Sanna                  | 5 295                | 35,94 | Partito Democratico                      | 1 656  | 11,82 | 3  |  |  |
| Per Efisio Sanna Sindaco           | Efisio Sanna                  | 5 295                | 35,94 | 1 463                                    | 10,44  | 2     |    |  |  |
| Oristano Democratica e Possibile   | Efisio Sanna                  | 5 295                | 35,94 | 673                                      | 4,80   | 1     |    |  |  |
| Sinistra Futura per Oristano       | Efisio Sanna                  | 5 295                | 35,94 | 607                                      | 4,33   | 1     |    |  |  |
| Movimento Oristano                 | Efisio Sanna                  | 5 295                | 35,94 | 183                                      | 1,31   | –     |    |  |  |
| Partito Socialista Italiano        | Efisio Sanna                  | 5 295                | 35,94 | 167                                      | 1,19   | –     |    |  |  |
| Seggio di coalizione               | Seggio di coalizione          | Seggio di coalizione | 35,94 | 1                                        |        |       |    |  |  |
|                                    | Sergio Locci                  | 1 189                | 8,07  | Aristanis per costruire il nostro futuro | 820    | 5,85  | 1  |  |  |
|                                    | Filippo Murgia                | 261                  | 1,77  | Oristano identità e tradizione           | 216    | 1,54  | –  |  |  |
| Totale                             | Totale                        | 14 732               | 100   |                                          | 14 016 | 100   | 24 |  |  |
|                                    |                               |                      |       |                                          |        |       |    |  |  |
| Fonte: Ministero dell'interno      |                               |                      |       |                                          |        |       |    |  |  |

## Elezioni provinciali
A partire da gennaio 2022, in varie date nel corso dell'anno, si sono svolte anche le elezioni per il rinnovo dei presidenti e dei Consigli provinciali di alcune province.

### Elezione del presidente della Provincia
| Elezioni del presidente della provincia | Elezioni del presidente della provincia | Elezioni del presidente della provincia | Elezioni del presidente della provincia | Elezioni del presidente della provincia | Elezioni del presidente della provincia |
| Provincia                               | Presidente uscente                      | Presidente uscente                      | Presidente eletto                       | Presidente eletto                       | Note                                    |
| --------------------------------------- | --------------------------------------- | --------------------------------------- | --------------------------------------- | --------------------------------------- | --------------------------------------- |
| Brindisi                                |                                         | Riccardo Rossi                          |                                         | Toni Matarrelli                         | [ 8 ]                                   |
| Cosenza                                 |                                         | Franco Antonio Iacucci                  |                                         | Rosaria Succurro                        | [ 9 ]                                   |
| Lodi                                    |                                         | Francesco Passerini                     |                                         | Fabrizio Santantonio                    | [ 10 ]                                  |
| Avellino                                |                                         | Domenico Biancardi                      |                                         | Rizieri Buonopane                       | [ 12 ]                                  |
| Vercelli                                |                                         | Eraldo Botta                            |                                         | Davide Gilardino                        | [ 13 ]                                  |
| Benevento                               |                                         | Antonio Di Maria                        |                                         | Nino Lombardi                           | [ 14 ]                                  |
| Padova                                  |                                         | Fabio Bui                               |                                         | Sergio Giordani                         | [ 15 ]                                  |
| Asti                                    |                                         | Paolo Lanfranco                         |                                         | Maurizio Rasero                         | [ 16 ]                                  |
| Potenza                                 |                                         | Rocco Guarino                           |                                         | Christian Giordano                      | [ 17 ]                                  |
| Taranto                                 |                                         | Giovanni Gugliotti                      |                                         | Rinaldo Melucci                         | [ 18 ]                                  |
| Piacenza                                |                                         | Franco Albertini                        |                                         | Monica Patelli                          | [ 19 ]                                  |
| Cuneo                                   |                                         | Federico Borgna                         |                                         | Luca Robaldo                            | [ 20 ]                                  |
| Catanzaro                               |                                         | Fernando Sinopoli                       |                                         | Amedeo Mormile                          | [ 21 ]                                  |
| Siena                                   |                                         | Silvio Franceschelli                    |                                         | David Bussagli                          | [ 22 ]                                  |
| Lecce                                   |                                         | Stefano Minerva                         |                                         | Stefano Minerva                         | [ 23 ]                                  |
| Salerno                                 |                                         | Michele Strianese                       |                                         | Franco Alfieri                          | [ 24 ]                                  |
| Rimini                                  |                                         | Riziero Santi                           |                                         | Jamil Sadegholvaad                      | [ 25 ]                                  |
| Prato                                   |                                         | Francesco Puggelli                      |                                         | Simone Calamai                          | [ 26 ]                                  |
| Livorno                                 |                                         | Maria Ida Bessi                         |                                         | Sandra Scarpellini                      | [ 27 ]                                  |
| Como                                    |                                         | Fiorenzo Bongiasca                      |                                         | Fiorenzo Bongiasca                      | [ 28 ]                                  |
| Matera                                  |                                         | Pietro Marrese                          |                                         | Pietro Marrese                          |                                         |
| Frosinone                               |                                         | Antonio Pompeo                          |                                         | Luca Di Stefano                         | [ 29 ]                                  |
| Arezzo                                  |                                         | Silvia Chiassai Martini                 |                                         | Alessandro Polcri                       | [ 30 ]                                  |
| Pesaro e Urbino                         |                                         | Giuseppe Paolini                        |                                         | Giuseppe Paolini                        | [ 31 ]                                  |
| Pisa                                    |                                         | Massimiliano Angori                     |                                         | Massimiliano Angori                     | [ 32 ]                                  |

### Elezione del Consiglio provinciale
|         |  |                    |   |    |   |        |
| Isernia |  | Alfredo Ricci      | 6 | 4  | ― | [ 33 ] |
| Foggia  |  | Nicola Gatta       | 6 | 6  | ― | [ 34 ] |
| Lecce   |  | Stefano Minerva    | 5 | 11 | ― | [ 35 ] |
| Taranto |  | Giovanni Gugliotti | 6 | 6  | ― | [ 36 ] |
| Asti    |  | Maurizio Rasero    | 8 | 2  | ― | [ 16 ] |

1. ↑  3 Per la Capitanata + 1 FdI + 1 Capitanata Azzurra + 1 Capitanata al Centro
2. ↑  3 Civica Salento (Lega e Civiche d'area) + 2 FdI
3. ↑  7 Insieme per il Salento (Civiche d'area) + 4 Salento Bene Comune 2050 (PD-Art. 1-M5S)

## Elezioni metropolitane
| Città metropolitana | Sindaco Metropolitano                    | Sindaco Metropolitano   | Liste Consiglio                                    | Seggi   | Note   |
| ------------------- | ---------------------------------------- | ----------------------- | -------------------------------------------------- | ------- | ------ |
| Genova              |                                          | Marco Bucci (Ind.)      | Per la Città metropolitana                         | 12 / 18 | [ 37 ] |
| Genova              | Civici Democratici Progressisti          | Marco Bucci (Ind.)      | 6 / 18                                             |         | [ 37 ] |
| Napoli              |                                          | Gaetano Manfredi (Ind.) | Progressisti e Riformisti per Napoli metropolitana | 7 / 24  | [ 38 ] |
| Napoli              | Napoli Metropolitana                     | Gaetano Manfredi (Ind.) | 7 / 24                                             |         | [ 38 ] |
| Napoli              | Territori in Movimento                   | Gaetano Manfredi (Ind.) | 3 / 24                                             |         | [ 38 ] |
| Napoli              | Forza Italia                             | Gaetano Manfredi (Ind.) | 2 / 24                                             |         | [ 38 ] |
| Napoli              | Fratelli d'Italia                        | Gaetano Manfredi (Ind.) | 1 / 24                                             |         | [ 38 ] |
| Napoli              | Lega                                     | Gaetano Manfredi (Ind.) | 1 / 24                                             |         | [ 38 ] |
| Napoli              | I Territori in Azione                    | Gaetano Manfredi (Ind.) | 1 / 24                                             |         | [ 38 ] |
| Napoli              | Progresso e Legalità con Catello Maresca | Gaetano Manfredi (Ind.) | 1 / 24                                             |         | [ 38 ] |
| Napoli              | Grande Napoli                            | Gaetano Manfredi (Ind.) | 1 / 24                                             |         | [ 38 ] |
| Napoli              | Napoli al Centro                         | Gaetano Manfredi (Ind.) | 0 / 24                                             |         | [ 38 ] |
| Napoli              | Comuni protagonisti                      | Gaetano Manfredi (Ind.) | 0 / 24                                             |         | [ 38 ] |